# Gueorgui Júkov
Gueorgui Konstantínovitch Júkov (em russo:  Георгий Константинович Жуков, pronúncia russa: [ɡʲɪˈorgʲɪj kənstɐnˈtʲinəvʲɪtɕ ˈʐukəf]; Júkov, 1 de dezembro de 1896 — Moscou, 18 de junho de 1974) foi um destacado militar e político russo, e o oficial mais condecorado da história da União Soviética. Primeiro sargento do Exército Imperial Russo na Primeira Guerra Mundial, ao longo da Guerra Civil Russa tornou-se oficial do Exército Vermelho e membro do Partido Comunista. No período entreguerras ele cresceu firmemente nos quadros militares, e comandou as forças soviéticas na batalha final de Halhin-Golie. Por seu papel na vitória contra o Japão, Josef Stalin o nomeou Chefe do Estado-Maior General, já durante a Segunda Guerra Mundial.
As derrotas do verão de 1941, durante a invasão da URSS pela Alemanha Nazista, levaram Stalin a envia-lo às frentes mais sensíveis da guerra, na condição de representante da Stavka. Júkov assumiu então um papel-chave na Frente da Europa Oriental, coordenando as tropas de seu país em várias grandes operações militares, primeiro na defesa e em seguida na contra-ofensiva soviéticas. Em particular, ele desempenhou um papel importante no cerco a Leningrado, foi responsável pelo sucesso soviético na batalha de Moscou, preparou a contra-ofensiva em Stalingrado, coordenou a parte norte da batalha de Kursk, foi co-responsável pela recuperação da Ucrânia e controlou a metade sul da Operação Bagration. Nomeado comandante da principal frente soviética na guerra, Júkov liderou a ação decisiva da ofensiva no Vístula-Oder, e na sequência comandou as tropas soviéticas na conquista de Berlim. Diante dele, em 8 de maio de 1945 o Alto comando das Forças Armadas Alemãs assinou o instrumento de rendição de seu país, pondo fim à guerra na Europa.
Feito marechal da União Soviética em 1943 e gozando de imenso prestígio em seu país, Stalin, desconfiando de sua popularidade, demitiu-o de seus postos em 1946 e ostracizou-o. A morte de Stalin em 1953 permitiu a Júkov retornar à cena política, e ele ajudou a parar a tomada de poder de Lavrenti Beria. Ele tornou-se então vice-ministro (1953-1955) e ministro da Defesa (1955-1957), e membro do Politburo (1957), apoiando Nikita Khrushchov durante a desestalinização. Este, contudo, afastou-o definitivamente de seus cargos em 1957. Inconformado com o papel a que fora relegado na história da Segunda Guerra Mundial difundida pelo governo soviético, a partir de 1963 Júkov passou a escrever suas memórias. Repreendido, ele viu novamente sua sorte mudar com a ascensão de Leonid Brejnev. Suas memórias, publicadas em abril de 1969, tornaram-se um sucesso imediato e permanecem "o mais influente relato pessoal da Grande Guerra Patriótica". Pai de quatro filhas e casado duas vezes, Júkov faleceu poucos anos depois. Seu funeral com honras militares foi dirigido pessoalmente por Brejnev, e suas cinzas depositadas na Necrópole da Muralha do Kremlin.
Por vezes brutal na liderança de suas tropas, e por ter contribuído decisivamente para defender o regime soviético durante a guerra, G. K. Júkov é por vezes alcunhado o "General de Stalin". Contudo, ainda em vida ele recebeu as mais altas honrarias da União Soviética e dos outros países Aliados, dentre as quais quatro medalhas de Herói da União Soviética, a insígnia de Chefe-Comandante da Legião do Mérito, a Grã-Cruz da Legião de Honra e a Grã-Cruz da Ordem do Banho. Além disso, seu papel na Segunda Guerra Mundial tem levado historiadores a descrevê-lo como o principal responsável na derrota da Alemanha nazista, e por vezes como "o homem que derrotou Hitler".

## Família e primeiros anos

### Origens
Júkov nasceu no vilarejo rural de Strelkovka, no Império Russo, e que atualmente é parte da cidade de Júkov, no Distrito de Maloiaroslavetski do Oblast de Kaluga. Seu pai, Konstantin, nascera em 1841 e, órfão ainda pequeno, fora criado por uma velha senhora, Anna Júkova. Anna morreu em 1849, obrigando Konstantin a trabalhar desde cedo. Ele empregou-se inicialmente em uma sapataria de um vilarejo vizinho, e aos onze anos partiu para Moscou para trabalhar em uma famosa fabrica de botas. Ele se casou pela primeira vez em 1870 com Anna Ivanova, e o casal teve dois filhos, Grigori e Vassili (este último morto antes dos dois anos). Anna Ivanova morreu de tuberculose em 1892, e no mesmo ano Konstantin desposou Ustienia Artémievna, nascida em 26 de setembro de 1863 em uma aldeia próxima, Tchernaia Griaz. Filha mais velha de camponeses cuja situação beirava a servidão, seus pais inicialmente não possuíam sobrenome, mas na década de 1880 adotaram o nome Pilikhin. Em 1885 ela havia se casado com Faddei Stefanovitch, que quatro anos depois morrera também de tuberculose, deixando-lhe um filho pequeno, Ivan. Em 1886 ela havia dado à luz outro filho, Gueorgui, que morrera ainda bebê.
Quando de seu casamento com Konstantin, em 1892, Ustienia tinha vinte e nove anos, e o noivo quarenta e um. Konstantin trouxe ao par um pouco de renda, graças ao seu trabalho como sapateiro, e Ustienia possuía um pequeno lote de terra cultivável. O casal adquiriu uma vaca e uma égua para transportar mercadorias entre Maloiaroslavets e sua aldeia. O casal teve um primeiro filho em 1894, Maria, e dois anos depois nasceu Gueorgui, em 19 de novembro de 1896 de acordo com o calendário juliano, ou em 1 de dezembro no calendário gregoriano. O nome dado à criança possuía dupla significância. De um lado, era costume dar o nome de um filho morto ao próximo filho nascido. De outro, no antigo calendário comemorava-se em 26 de novembro o dia de São Jorge, que aparece no brasão de armas da Rússia. O casal teve ainda um terceiro filho em 1901, Aleksei, que morreu aos dezoito meses, provavelmente de desnutrição. Enquanto a família permanecia em Strelkovka, Konstantin trabalhava em Moscou.

### Infância e juventude
O pequeno Gueorgui Júkov nasceu na mesma isbá que seu pai herdara de Anna Júkova. Em suas memórias ele descreveria essa habitação de um cômodo e duas janelas como "uma casa muito velha e com um canto afundado [na terra]. Com o tempo as paredes e o telhado tinham sido tomados pelo musgo e pelo mato". No verão de 1901 o telhado dessa casa desabou, e a família foi forçada a vender a vaca e a égua, a fim de construir uma nova casa. Esta casa foi feita às pressas, e apesar de nova era um reflexo da miséria da família: "Do lado de fora esta casa era a pior de todas [do vilarejo], a varanda era feita de madeiras velhas, as janelas feitas com vidros aos pedaços".
Durante a infância o jovem Júkov gostava de caçar e pescar com as crianças da aldeia, e, como os meninos de sua idade, ele também trabalhava no campo durante a época da colheita. Em 1903 ele foi aceito na escola paroquial de uma aldeia vizinha, para um curso de três anos que incluía instrução religiosa. Ali, Júkov aprendeu a ler e a escrever e rudimentos de matemática. Essa experiência também lhe ensinou a importância da leitura, algo que lhe seria muito útil ao longo de sua carreira militar.

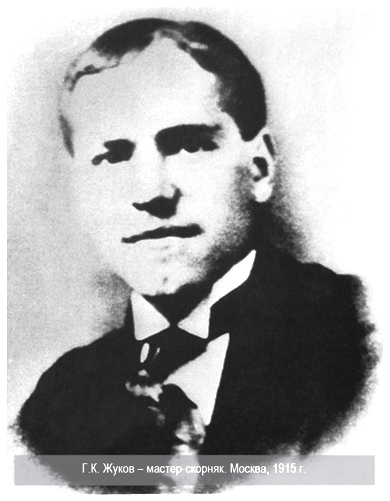
Júkov no início da juventude (1915)

Segundo Júkov, seu pai lhe disse que após os eventos de 1905 ele havia sido "demitido e expulso de Moscou por participar das manifestações", embora nunca tenha lhe contado esse episódio em detalhes. Em 1906 seu pai voltou em definitivo para a aldeia de Strelkovka, dizendo que não retornaria a Moscou "porque a polícia o havia proibido de estabelecer-se em outras cidades". Investigações recentes, todavia, não encontraram registro dessa proibição na polícia ou nos arquivos do tribunal de Moscou, embora de fato Konstantin tenha vivido em Strelkovka o restante de sua vida.
Quando Gueorgui tinha doze anos, sua mãe decidiu tirá-lo da escola e mandá-lo trabalhar com seu próprio irmão, Mikhail Pilikhin, que era peleteiro em Moscou. Assim, Júkov partiu para Moscou no outono de 1908, e lá permaneceu por quatro anos e meio. O trabalho era difícil e os aprendizes eram frequentemente agredidos pelos artesãos, mas ele integrou-se bem à família de seu tio. Com o tempo, foi promovido a aprendiz-chefe do curtume, e faz amizade com seu primo Alexander, que passou a ser seu parceiro de leitura.
Júkov tornou-se um peleiro profissional no final de 1912, e até 1914 viveu com um salário confortável, fez algumas aulas noturnas, e depois as abandonou para desfrutar de passatempos como o cinema e o teatro. Primeiro alojado na casa de seu tio, no início de 1913 ele alugou um quarto na casa de uma viúva, no centro de Moscou. Ali, ele conheceu Maria Malisheva, a filha da senhoria, e os dois só não se casaram porque eclodiu a Primeira Guerra Mundial, que reorientou Júkov para uma carreira militar.

## Início da carreira militar

### Primeira Guerra Mundial
Após a declaração de guerra do Império Alemão contra a Rússia, em 1 de agosto de 1914, o czar não tardou a mobilizar suas tropas. Júkov não foi chamado inicialmente porque era demasiado jovem, mas em 7 de agosto de 1915 foi recrutado pelo Exército Imperial Russo e incorporado ao quartel de Maloiaroslavets.

Como ele sabia montar, foi posto na cavalaria e recebeu um primeiro treinamento em Kaluga, na caserna do 189.º Batalhão de Infantaria de Reserva. Em setembro, após um mês de formação inicial, Júkov foi transferido para o 10.º Regimento de Dragões de Novgorod, que se encontrava perto de Carcóvia. O treinamento da cavalaria durou mais oito meses, e em março de 1916 os recrutas partiram para o front, no contexto da preparação da ofensiva Brusilov. Júkov, contudo, foi selecionado para ser treinado como sub-oficial, e então enviado para Izium. Após seu exame final, ele foi feito segundo sub-oficial e enviado ao seu regimento, que lutava no front sudoeste.

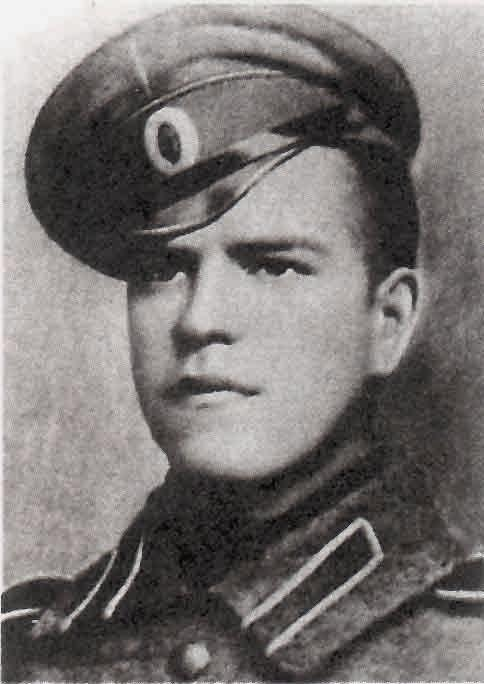
A Primeira Guerra Mundial levou Júkov a ser conscrito pelo Exército Imperial Russo (c. 1915)

Sua unidade, o 10.º Regimento de Cavalaria, era parte da 10.ª Divisão de Cavalaria, uma subdivisão do 3.º Corpo de Cavalaria, que formava a ala esquerda do 9.º Exército. Em seu desembarque em Kamianets-Podilski, em 15 agosto de 1916, o esquadrão de Júkov foi atacado por um avião austríaco, que deixou mortos e feridos. O primeiro feito de armas de Júkov, em setembro, foi a captura de um oficial alemão a oeste da Bucovina, feito que lhe valeu sua primeira Cruz de São Jorge. Em outubro de 1916, durante uma patrulha de reconhecimento, uma mina terrestre deixou três feridos, incluindo Júkov, que entrou em coma. Ao recobrar a consciência no dia seguinte, foi evacuado para Carcóvia, onde permaneceu até dezembro. Ele recebeu uma segunda Cruz de São Jorge por esse incidente, que lhe deixou ligeiramente surdo e sofrendo vertigens, e foi transferido para um esquadrão da reserva. Ao todo, Júkov passou apenas cinco semanas no front.
Em suas memórias, Júkov afirmou ter sido gradualmente influenciado pelas ideias revolucionárias que ganhavam força sob o impacto da guerra, sugerindo uma lenta conversão ao comunismo. Quanto à Revolução Russa de 1917, ele registra três episódios. Em 8 de março de 1917, eclodindo a Revolução de Fevereiro, o seu esquadrão teria se amotinado, formado um comitê de soldados e encarcerado seus oficiais, eventos esses que alguns autores julgam pouco verossímeis. De todo modo, em março Júkov foi eleito presidente do soviete de seu esquadrão, e seu representante junto ao soviete do regimento. Depois, a sua participação na Revolução de Outubro teria consistido no fato de que o esquadrão sob sua liderança "adotou a plataforma bolchevique e se recusou a se ucranizar", obrigando-o a fugir dos nacionalistas que apoiavam Symon Petliura. No contexto da desintegração do exército russo (iniciada em 10 de novembro) e da proclamação da independência da Ucrânia (dia 20), Júkov retornou a Moscou (dia 30), mas, em vista da fome que assolava a capital russa, em janeiro de 1918 retornou à casa materna em Strelkovka.

### Guerra Civil Russa
Iniciada a Guerra Civil Russa, em janeiro de 1918 Júkov decidiu se juntar à Guarda Vermelha. Contudo, no início de fevereiro ele caiu doente, com tifo exantemático, e a partir de abril teve febre tifoide recorrente. Assim ele só pôde juntar-se ao Exército Vermelho seis meses depois, ao alistar-se como voluntário no 4.º Regimento da 1.ª Divisão de Cavalaria de Moscou, em agosto. Pela segunda vez, Júkov foi incorporado à cavalaria, prestando novo juramento.

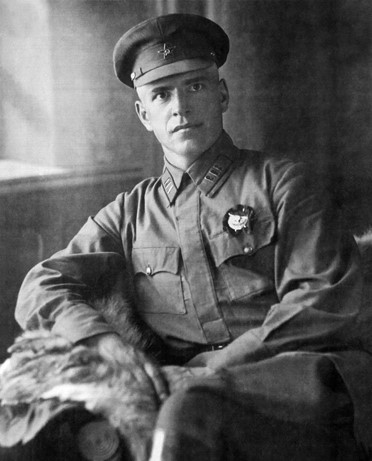
O jovem oficial Júkov, já parte do Exército Vermelho (c. 1920)

O 4.º Regimento da Divisão de Cavalaria de Moscou foi fundado em 10 de outubro de 1918, e assentado em um campo de manobra a noroeste da capital. Ele permaneceu lá por oito meses, sujeito à fome e à deserção, e sofrendo da falta de equipamentos e supervisão. Como as antigas fileiras do exército haviam sido abolidas, Júkov era então um simples "soldado vermelho", mas rapidamente foi feito comandante de esquadrão.
Em 1 de março de 1919 ele foi aceito como membro do Partido Comunista da União Soviética, o que lhe ajudaria em sua carreira militar. Em 17 de maio, sua divisão foi reagrupada e enviada para Ierchov, à disposição do comandante Mikhail Frunze para combater o Exército Branco do almirante Aleksandr Koltchak. Seu regimento avançou primeiro para o Distrito Ostrovski, onde combateu até julho, e depois foi enviado para o sul, para combater a ala direita das tropas do general Anton Ivanovitch Denikin, comandadas por Piotr Wrangel, que em junho conquistara Tsaritsino.

Em 12 de outubro de 1919 o 4.º Regimento da Divisão de Cavalaria Moscou foi transferido para Vladimirovka, e em 26 de outubro ele enfrentou os cossacos e calmucos do 1.º Regimento de Kuban do Exército Branco. Durante a batalha, uma granada explodiu sob o ventre do cavalo de Júkov, que teve sua perna e lado esquerdo feridos por estilhaços. Desmontado e isolado, foi salvo pelo comissário político Anton Ianin, que o levou de telega para Saratov. Júkov passou um mês no hospital dessa cidade, e, mais uma vez afetado pelo tifo, convalesceu por um mês na casa de seus pais. Em dezembro de 1919 ele foi selecionado pela célula comunista de sua divisão para o treinamento de oficiais de cavalaria, e enviado para Starojilovo, perto de Riazan.

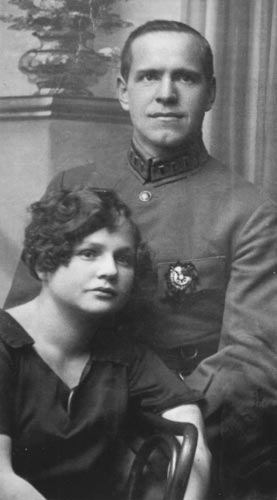
Júkov e sua primeira esposa, Alexandra Dievna (década de 1920)

Em meados de julho de 1920 os aspirantes foram agrupados com seus colegas das escolas de infantaria de Moscou e de Tver, para formar uma brigada mista destinada a combater. Em agosto, sua brigada foi enviada para Kuban com a missão de controlar a região, e Júkov serviu como adjunto de um comandante de companhia. Em suas memórias, ele evoca operações contra as "gangues de Fostikov e Krijanovski" e também discussões políticas com os agricultores, um trabalho de propaganda que foi acompanhado do conserto de celeiros, cabanas e poços, e de outros trabalho de reabilitação executados pelos militares. Mas sua realidade foi provavelmente mais violenta, pois os cossacos de Kuban sofreram uma severa repressão anti-culaque por terem apoiado o Exército Branco: entre trezentos e quinhentos mil cossacos foram executados ou deportados entre 1919 e 1921, de um total de aproximadamente 4,5 milhões.
No final de 1920 por proposta do comandante Anton Ianin, que lhe salvara a vida em Vladimirovka, Júkov foi nomeado comandante de um pelotão e depois líder de esquadrão, no 1.º Regimento de Cavalaria da 14.ª Brigada, ligado à 14.ª Divisão de Infantaria do 9.º Exército em Iekaterinodar. Em dezembro, o esquadrão de Júkov participou da caça ao Exército Verde de Ivan Kolesnikov, ao sul de Voronej, onde Júkov conheceu Alexandra Dievna, uma professora que ele recrutou como secretária do esquadrão.
Em 26 de fevereiro de 1921 Kolesnikov juntou-se aos irmãos Antonov, que lideravam a Revolta de Tambov. Júkov participou da luta contra os antonovistas e, ao redor da gare de Jerdevska, em um único dia de batalha teve dois cavalos mortos em ação. No dia 31 de agosto do mesmo ano ele recebeu a Ordem do Estandarte Vermelho pela primeira vez, recompensa "por ter bem conduzido seu esquadrão em 5 março de 1921, ainda que entre 1,5 mil e 2 mil sabres lhe tenham atacado". Esses números, informados em seu histórico militar, são disputados por ao menos um historiador, segundo o qual a batalha envolveu quinhentos antonovistas, que atacaram o 1.º regimento vermelho matando 65 cavaleiros, incluindo 25 do esquadrão Júkov. A unidade de Júkov ocupou a área até o verão de 1922, e as suas memórias não evocam as operações de deportação e de execução lá ocorridas. Nesse mesmo ano ele, desposou Alexandra Dievna.

## Período entreguerras

### Ascensão na carreira

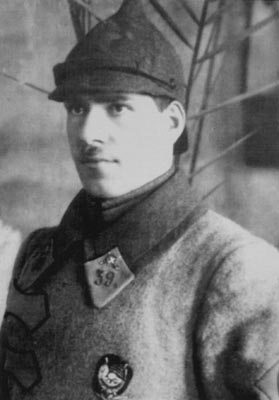
Júkov aos 26 anos, em 1923. Comandante do 39.º Regimento de Cavalaria de Buzuluk, parte da 7.ª Divisão de Cavalaria de Samara, ele veste uma budiónovka adornada com a estrela vermelha

A Guerra Civil chegou a termo em junho de 1922, e a maior parte do Exército Vermelho foi transferida para a fronteira ocidental da Rússia, junto aos Países Bálticos, a Polônia e a Romênia. Júkov comandou lá um esquadrão do 38.º Regimento de Cavalaria (parte da 7.ª Divisão de Cavalaria, chamada Samara), cujos alojamentos foram estabelecidos no campo de Vietka, na Bielorrússia. No final do ano ele foi promovido a vice-comandante do 40.º Regimento da mesma divisão e, em 8 de julho de 1923, comandante do 39.º Regimento de Cavalaria de Buzuluk.
No contexto da desmobilização do Exército Vermelho, que se seguiu à Guerra Civil, ele se encontrava entre aqueles que permaneceram no exército "porque, por seus gostos e habilidades, haviam decido consagrar-se ao serviço militar". No verão de 1924, pelo bom desempenho de seu regimento, Júkov foi notado por Mikhail Tukhachevski, que buscava reorganizar o Exército Vermelho. Como resultado, foi selecionado para se juntar à Escola Superior de Cavalaria, no outono de 1924.
De volta à Bielorrússia, ele encontrou seu regimento renomeado 39.º Regimento de Melekess-Pugatchevsk. Até então composto de quatro esquadrões, graças à reforma do exército em 1925 ele fora aumentado para seis. Durante o verão ocorreram manobras em grande escala para exercitar as tropas, e o regimento de Júkov foi inspecionado por Semion Budionni e Aleksander Iegorov.
No inverno de 1926 Júkov foi feito Comissário Político, sendo essa uma indicação de prestígio. Ele foi transferido para Minsk, onde morou com seu amigo Anton Ianin, a esposa deste último, Polina, e a irmã desta, Maria Volkhova, que ele havia conhecido no hospital em Saratov e que se torna sua amante. Em 1928 sua esposa, Alexandra, mudou-se para Minsk, prestes a dar à luz sua primeira filha, Era Júkova, que nasceu em 16 de dezembro. Meses depois, em 6 de junho de 1929, Maria Nikolaevna deu à luz Margarita, que Júkov reconheceu como sua filha. Enciumada, Alexandra ameaçou desfigurar sua rival e denunciar o marido ao partido, e Júkov e Maria se separaram. Após a morte de sua irmã, Maria iniciou um relacionamento com seu cunhado Anton, e em seguida mudou-se com ele e Margarita para Mineralnie Vodi.

No final de 1929, Júkov participou de um curso avançado na Academia Militar de Frunze, cujo objetivo era elevar o nível de educação dos líderes militares. Nessa época, ele passou a frequentar a biblioteca da Casa do Exército Vermelho, a fim de estudar os livros dos grandes estrategistas soviéticos: O Cérebro do Exército, de Borís Chápochnikov, a Estratégia, de Alexander Svechin, As Questões de Estratégia Moderna, de Mikhail Tukhachevski, além de obras de Aleksander Iegorov e outros. Essas obras apresentaram a Júkov as teorias das operações em profundidade, e lhe mostraram a importância que o carro de combate começava a desempenhar nos teatros de guerra.

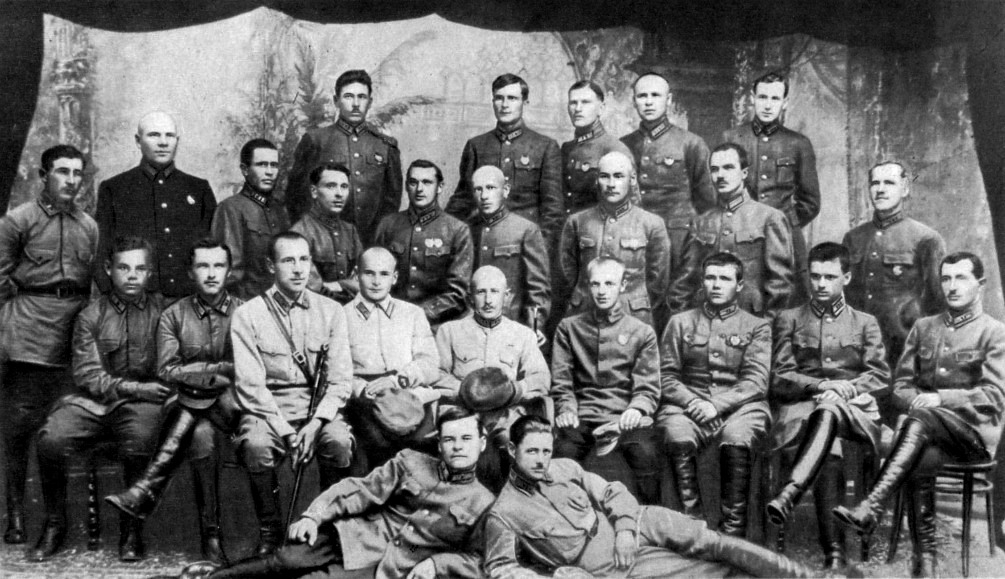
A turma de 1925 da Escola Superior de Cavalaria incluiu Bagramian e Ieremenko (segunda fila), e Júkov e Rokossovski (terceira fila)

Após esse período, sua carreira conheceu grande avanço. Depois de voltar para Minsk em abril de 1930, ele foi promovido a comandante da 2.ª Brigada de Cavalaria, que era parte da 7.ª Divisão de Cavalaria, agora comandada por Konstantin Rokossovski. Depois, Júkov foi promovido a Inspetor da Cavalaria do Exército Vermelho, dirigida por Semion Budionni. Ele voltou a Moscou em fevereiro de 1931, com Alexandra e Era, pois sua nova função exigia dirigir a instrução das tropas e rever os regulamentos de emprego de armas. Ele trabalhou com Aleksandr Vassilevski e Ivan Tiulenev, e, com Tukhachevski, iniciou o processo de motorização do Exército Vermelho (um regimento mecanizado foi adicionado a cada divisão de cavalaria).
Em março de 1933 Júkov foi nomeado comandante da 4.ª Divisão de Cavalaria, que fora enviada para a Bielorrússia. Sua missão era treinar e atualizar a divisão. Após inspeções de Ieronim Uborevich, comandante do Distrito Militar, e de Budionni, no verão de 1935 a divisão foi rebatizada 4.ª Divisão dos Cossacos do Don.
No outono de 1935 participou de exercícios militares contra a 4.ª Divisão de fuzileiros, e em setembro do ano seguinte, durante manobras na Bielorrússia, Kliment Vorochilov, Comissário do Povo para a Defesa, e Borís Chápochnikov, Chefe do Estado-Maior General do Exército Vermelho, assistiram à rápida travessia do rio Berezina pelos Tanque BT modelo 5 da divisão de Júkov. Reconhecidos como parte da elite do exército, Júkov e sua unidade foram condecorados com a Ordem de Lenin e foram tema de um artigo no jornal do exército.
No outono de 1936, ele contraiu brucelose, cuja convalescença de oito meses o fez parar de fumar. Júkov retomou suas funções em maio de 1937, quando foi anunciada a reintegração de comissários políticos a todas as unidades. Em 11 de junho, o Pravda e as rádios anunciaram que oito dos principais comandantes militares soviéticos, incluindo o marechal Tukhachevski e Ieronim Uborevich, haviam sido julgados por "traição e espionagem". Eles foram fuzilados no mesmo dia, sendo esse o início da componente militar do Grande Expurgo, que fragiliza o Exército Vermelho: em dois anos desaparecem três dos cinco marechais, quatorze dos dezesseis comandantes de exército, e oito dos nove almirantes, dentre muitos outros oficiais. No final de junho, Júkov foi convocado a Minsk, e se viu diante do novo comissário político Filipp Golikov, que o interrogou sobre seu relacionamento com alguns dos condenados. Devido à sua relativa desimportância, Júkov foi inocentado e acabou beneficiado pelo expurgo, que deixou muitos cargos vagos. Em julho de 1937 ele foi promovido a comandante do 3.º Corpo de Cavalaria, e em fevereiro de 1938 transferido para o comando do 6.º Corpo de Cavalaria Cazaque, sendo essa uma promoção, visto que o 6.º Corpo era reputado o melhor do Exército. Enfim, em 9 de junho de 1938 ele foi nomeado vice-comandante do Distrito Militar da Bielorrússia, pouco antes de sua mobilização em resposta à Crise dos Sudetos.

### Batalha de Halhin-Golie
Em maio de 1939 Júkov foi convocado a Moscou, temeroso que chegara sua vez nos expurgos. Para sua surpresa, ele fora convocado pelo ministro Kliment Vorochilov, que lhe mostrou um grande mapa, dizendo: 
"tropas japonesas invadiram o território da Mongólia, e o governo soviético, de acordo com o tratado de 12 de março de 1936, tem a obrigação de defende-lo contra qualquer agressão externa. Eis o mapa das áreas de penetração e da situação em 30 de maio. [...] acho que este é o começo de uma séria campanha militar. Em todo caso, as coisas não vão ficar assim... Você pode tomar um avião imediatamente e, se necessário, assumir o comando das tropas?"
Começavam assim as batalhas de Halhin-Golie, que, por sua extensão geográfica e empenho de recursos humanos, constituíram uma verdadeira guerra e o ponto culminante dos conflitos fronteiriços entre a União Soviética e o Japão. De acordo com ordens assinadas por Vorochilov em 24 de maio, Júkov inspecionaria o 57.º Corpo Especial de Fuzileiros e se reportaria diretamente ao ministro. Ele foi escolhido por sua familiaridade com tropas mecanizadas, e porque sua ficha o apresentava como um líder particularmente rigoroso na disciplina. Nessa missão, ele seria acompanhado e supervisionado pelo Comissário Político Grigori Kulik.
Em 25 de maio Júkov chegou a Tchita, sede do Distrito Militar de Transbaikal, chefiado pelo Comandante Grigori Stern, e que graças à Ferrovia Transiberiana era um importante centro logístico de operações. Em 27 de maio ele deslocou-se para Tamtsak-Bulak (a 120 quilômetros da fronteira sino-mongol), onde se juntou aos comandantes do 57.º Corpo Especial de Fuzileiros.
Em 28 de maio de 1939 Júkov chegou ao front, e lá assistiu ao conflito que corria ao lado do rio Halhin-Golie, ao longo da fronteira oriental da República Popular da Mongólia (aliada dos soviéticos) com Manchukuo (controlado pelos japoneses). Descontente com o que viu, em 30 de maio e 3 de junho Júkov enviou dois relatórios a Vorochilov, criticando o comando local. Um terceiro relatório, enviado por Iakov Chmuchkevitch, que comandava a aviação, também era crítico em relação a Feklenko. Como resultado, Josef Stalin aprovou a demissão deste último em 12 de junho de 1939, promovendo Júkov a chefe do 57.º Corpo Especial de Fuzileiros. Como primeiras medidas, ele transferiu seu posto de comando para Hamar-Daban e lançou operações de inteligência (captação de fotos aéreas, reconhecimento do terreno e interrogatório de prisioneiros).
Em 2 de julho as forças do Império do Japão cruzaram o rio, e dois contra-ataques mecanizados as detiveram. Além disso, em de 13 de julho Kulik foi substituído por Lev Mékhlis, um dos organizadores dos expurgos e membro do Comitê Central do Partido Comunista da União Soviética. Ciente de que estava sendo observado, Júkov ordenou a execução de soldados que se haviam mutilado para escapar ao confronto.
Em 19 de julho o 57.º Corpo se tornou o principal destacamento do Exército Vermelho, depois de receber reforços significativos. Suas tropas também foram reabastecidas, apesar da distância de setecentos quilômetros que separavam o confronto do terminal ferroviário de Ulã Bator, na Ferrovia Trans-Mongoliana. A partir das 6h15min de 20 de agosto Júkov lançou o ataque da última batalha de Halhin-Gol. Depois de um intenso bombardeio e de confundir os japoneses com medidas de desinformação, ele liderou um ataque frontal com duas divisões de infantaria, enquanto suas brigadas motorizadas atacavam a retaguarda do inimigo. As tropas soviéticas contavam com cerca de quinhentos tanques BT modelos 5 e 7, apoiadas por cerca de quinhentos bombardeiros e caças, nessa que foi a primeira operação caça-bombardeiro da nascente Força Aérea soviética. Os dois grupos mecanizados se reagrupam em 23 de agosto, cercando as duas divisões do 6.º exército japonês e capturando seus depósitos de abastecimento, em uma operação que replicou a estratégia do general Aníbal durante a Batalha de Canas, dois mil anos antes. Em 31 de agosto, os últimos bolsões nipônicos foram liquidados, e o restante das tropas bateu em retirada, abandonando cerca de três mil homens, quase todos feridos, e a maior parte de seus equipamentos.
Esta foi a primeira derrota japonesa para uma força-armada moderna, e por alguns considerada humilhante. Do lado soviético, a vitória decisiva foi interpretada como uma vingança pela derrota russa de 1905, e pôs fim ao ímpeto expansionista japonês sobre o seu território. Júkov, o primeiro comandante soviético vitorioso contra uma potência estrangeira, em 31 de julho foi promovido a komkor e, em 29 de agosto, recebeu sua primeira medalha de Herói da União Soviética.
Halhin-Golie permitiu a ele testar técnicas de batalha que se popularizariam nos anos seguintes, e maneiras de melhorar a coesão entre infantaria, artilharia, blindados e aviação. Além disso, ela permitiu a Júkov propor melhorias que seriam consolidadas no modelo T-34. Veteranos dessa batalha foram transferidos para unidades inexperientes, como forma de difundir as experiências adquiridas. Por esses motivos, ele consideraria essa experiência inestimável para o posterior esforço contra os alemães.

### Às vésperas de Barbarossa
Após o armistício com o Japão, Gueorgui Konstantínovich se estabeleceu em Ulã Bator, aguardando o fim das tratativas. Sem muitos compromissos de trabalho, ele fez vir sua família e participou de caçadas com Horloogiin Choibalsan. Retornando a Moscou, em 2 de junho de 1940 Júkov conheceu pessoalmente Josef Stalin, que desejava discutir a batalha de Halhin-Golie. Nos dias 3 e 13 de junho ele assistiu às reuniões do Politburo do Partido Comunista da União Soviética.

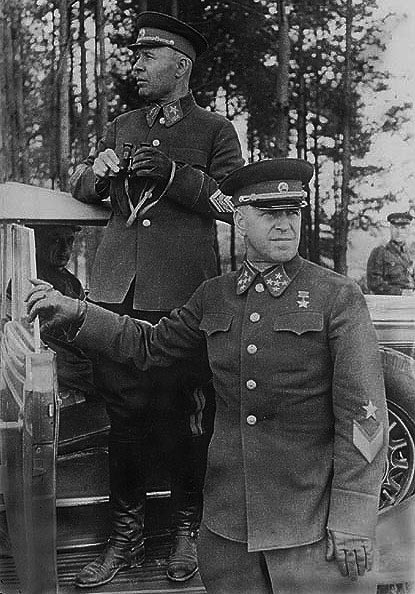
O Comissário de Defesa Semion Timoshenko (à esquerda, com uniforme de marechal) e seu Chefe de Estado-Maior, general Júkov (1940)

 Algumas semanas depois Júkov foi um dos três primeiros promovidos ao recém-criado posto de general de exército, e nomeado chefe do Distrito Militar Especial de Kiev, o principal comando ao longo da fronteira ocidental soviética. Uma vez na Ucrânia, ele buscou melhorar a disciplina e o treinamento de suas tropas, e a partir de 28 de junho foi chamado a envolver suas tropas contra o Reino da Romênia, durante a ocupação soviética da Bessarábia e do norte da Bucovina. Com os romenos tentando evacuar seus equipamento para além do rio Prut, Júkov tomou a iniciativa e decidiu-se por lançar paraquedistas sobre os entroncamentos ferroviários de Belgrado, Cahul e Izmail, efetivamente frustrando a fuga inimiga.
Desde o verão de 1940 o Pacto Molotov-Ribbentrop foi marcado por tensões diplomáticas. Além de atritos relacionados à Finlândia, a Alemanha Nazi colocara sob sua tutela a Hungria, a Eslováquia e a Romênia, e seu comportamento nos Bálcãs era fonte de crescente preocupação. Embora os soviéticos não tivessem provas disso, Adolf Hitler havia encarregado o general Erich Marcks de elaborar planos tendo como objetivo tático a Linha A-A (o Plano Marcks, um antecedente da Operação Barbarossa).

Nesse contexto perturbador, em 23 de dezembro de 1940 os principais generais soviéticos e o Politburo se reuniram em Moscou. Júkov falou em 25 de dezembro, palestrando sobre "o caráter das operações ofensivas modernas", tema de um relatório que ele escrevera com Hovhannes Bagramian e Maksim Purkaiev. A reunião terminou com duas simulações de ataque alemão à URSS. A primeira, de 2 a 6 de janeiro de 1941, teve Júkov à frente do time azul (os alemães) e Dmitri Pavlov da equipe vermelha (os soviéticos), assistido em particular por Ivan Konev. A segunda simulação aconteceu de 8 a 11 de janeiro, invertendo-se os papéis. Timoshenko, Budionni, Meretskov, Kulik, Golikov, Chápochnikov e Nikolai Vatutin foram os árbitros. Esses exercícios terminam no primeiro caso com a vantagem dos azuis, e no segundo caso com uma vitória mais clara dos vermelhos. Para além de seus resultados, as análises desses exercícios fornecem aos líderes soviéticos informações valiosas: eles poderiam manter um grande número de unidades ao longo da fronteira (na Linha Molotov), sem perigo delas serem cercadas; o deslocamento e o posicionamento das tropas, de ambos os lados, levaria vários dias para ser completado; um ataque alemão se concentraria ao sul dos pântanos de Pinsk; e uma forte contra-ofensiva, partindo da Ucrânia ocidental em direção ao sul da Polônia, daria a vitória aos soviéticos.

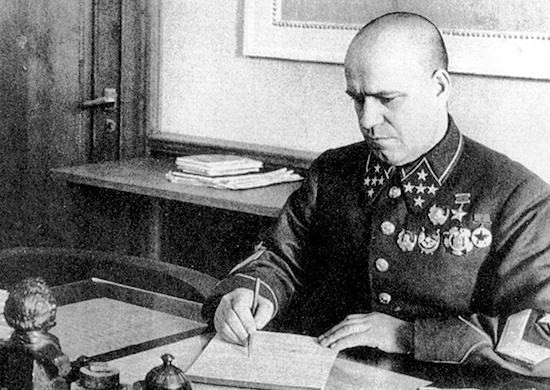
Júkov enquanto Chefe do Estado-Maior General do Exército Vermelho (1941)

Em 13 de janeiro de 1941 Stalin nomeou Júkov chefe do Estado-Maior General do Exército Vermelho, apesar de sua falta de experiência nesse posto. Em 1 de fevereiro ele tomou posse em Moscou, tornando-se membro do Comitê Central e o segundo homem do país em assuntos militares, abaixo apenas do Comissário de Defesa Timoshenko. Durante cinco meses, ele e Júkov trabalharam na atualização do plano que previa a estratégia militar soviética até 1942. Apresentado em 11 de março de 1941, ele previa a possibilidade de mobilização de até de 8,7 milhões de homens (trezentas divisões e, teoricamente, 33 corpos mecanizados) durante o período.
A inteligência soviética vinha alertando para um ataque iminente da Alemanha, e, em 5 de maio de 1941, após um discurso belicista de Stalin, a dupla Júkov-Timoshenko propôs sem sucesso um ataque preventivo. Depois, em 13 e 14 de junho ele e Timoshenko pediram a Stalin permissão para pôr em alerta as tropas ao longa da fronteira oeste, iniciando assim uma mobilização parcial, mas este se recusou, temendo provocar os alemães. O estado de emergência foi finalmente autorizado na madrugada de 22 de junho, mas com instruções para que os militares não respondessem a eventuais provocações.

## Segunda Guerra Mundial

### Início (1941)
Júkov passou a noite de 21 a 22 de junho de 1941 no prédio do Comissariado da Defesa. No final da noite, ele chamou pelo rádio os três comandantes dos distritos militares de fronteira, que comporiam o grosso das forças soviéticas naquilo que os Aliados ocidentais viriam a chamar de Frente Oriental da Segunda Guerra Mundial, e que para os russos consistiu na Grande Guerra Patriótica. Júkov falou sucessivamente com Fiodor Kuznetsov (chefe do Distrito Especial do Báltico, que se tornaria no dia seguinte a Frente Noroeste), Dmitri Pavlov (chefe do Distrito Ocidental, em seguida a Frente Ocidental) e Mikhail Kirponos (chefe do Distrito Especial de Kiev, logo mais a Frente Sudoeste), anunciando-lhes o estado de emergência. Às 3h17min o almirante da Frota do Mar Negro reportou numerosos aviões desconhecidos chegando por via marítima. Júkov, embora formalmente não tivesse autoridade para isso, deu-lhe permissão para abrir fogo. Às 3h30min foi a vez do Distrito Ocidental relatar um bombardeio aéreo, depois Kiev, e finalmente o Báltico às 3h40min. Às 4h Timoshenko e Júkov mandaram acordar Stalin, e pediram por telefone permissão para revidar. Este último respondeu convocando os dois militares e o Politburo ao Kremlin. Uma reunião começou às 4h30, com Stalin bastante exaltado. Vatutin, então um dos adjuntos de Júkov, informou-os que após uma preparação de artilharia, as tropas alemãs atacavam. Às 5h o embaixador Friedrich von der Schulenburg entregou a Viatcheslav Molotov a declaração de guerra alemã. Às 5h30min Stalin enfim autorizou uma resposta limitada, mas sua demora em lançar um contra-ataque custou caro aos soviéticos.
De volta ao Estado-Maior General por volta das 8h, Júkov não pôde contatar os diferentes comandos do exército: as linhas de comunicação haviam sido cortadas por meio de bombardeio e sabotagem, e as tropas pareciam incapazes de usar os códigos de rádio. De volta ao Kremlin às 9h, ele e Timoshenko propuseram a mobilização geral das tropas e a formação da Stavka, o comando supremo das forças armadas em tempos de guerra. Stalin recusou ambas propostas, mas no dia seguinte concordou com a formação da Stavka.

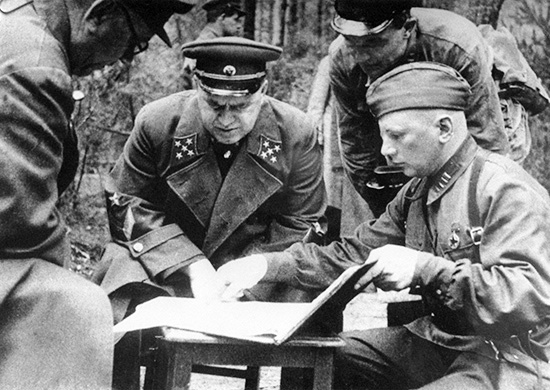
Júkov em campanha (1941)

 Às 13h Stalin informou a Júkov que o Politburo decidira enviá-lo à Frente Sudoeste como representante da Stavka, pois os comandantes da linha de frente pareciam estavam desnorteados. Simultaneamente, os marechais Chápochnikov e Kulik foram enviados à Frente Ocidental, e Vatutin substituiu Júkov na chefia do Estado-Maior General. No final da tarde Júkov chegou a Kiev, que acabara de ser bombardeada, e à noite ele e Nikita Khrushchov chegaram a Ternopil.
Na manhã de 23 de junho Júkov não conseguiu contatar várias grandes unidades do front. Apesar disso, ele ordenou contra-ataques com os cinco corpos mecanizados que tinha à disposição, incluindo o 9.º Corpo de Rokossovski. Embora tenham atrasado os alemães, entre 26 e 30 de junho eles foram destroçados pelo 1.º Panzergruppe do general Paul von Kleist, durante a Batalha de Lutsk-Brody-Rovno. No dia 26 de junho Júkov, Timoshenko e Vatutin reuniram-se com Stalin para cuidar da Frente Ocidental, cujo cerco parecia iminente nos bolsões de Białystok e Minsk. Entre 27 e 28 de junho Júkov ordenou vários contra-ataques, mas sem qualquer resultado prático. No dia 29 a cúpula dos militares foi alvo da cólera de Stalin: Kuznetsov foi rebaixado, Meretskov preso, Pavlov e Vladimir Klimovskikh executados. Por esses dias, Alexandra Dievna e suas filhas foram evacuadas para Kuibishev, onde mais tarde se juntaram a elas a mãe de Júkov a uma de suas tias.
Em 10 e 11 de julho a Stavka e o Estado-Maior foram movidos para um abrigo antiaéreo. Júkov ordenou uma série de contra-ataques que beiravam o suicídio, nos quais os corpos mecanizados soviéticos foram aniquilados: em Lépiel de 6 a 11 de julho, contra o flanco do 3.º Grupo Panzer do general Hermann Hoth; em Jlóbin no dia 13, contra o 2.º Grupo Panzer do general Heinz Guderian; na Ucrânia entre 10 e 14 de julho, em uma operação em Novohrad-Volinski; perto de Pskov de 14 a 18 do mesmo mês, contra o LVI Corpo de Exército do general Erich von Manstein (Operação Soltsi-Dno).
Em 10 de julho Júkov convenceu Stalin a posicionar as tropas da reserva em duas linhas para proteger a capital, a primeira no Rio Duína do Norte e no Dniepre (passando pela linha de Stalin, Polotsk, Vitebsk, Orsha, Mogilev e Mazir), e a segunda passando por Nével, Smolensk, Roslavl e Gomel. Em 14 de julho Stalin autorizou Júkov a formar uma "Frente da Reserva" com essas tropas. No dia 16 de julho Smolensk foi tomada pelos alemães e Júkov foi confrontado por um Stalin furioso. De 21 a 26 de julho um contra-ataque planejado por Júkov foi lançado em torno de Smolensk, e enfim interrompeu o Grupo de Exércitos Centro alemão.

### Ielnia e Leningrado (1941)

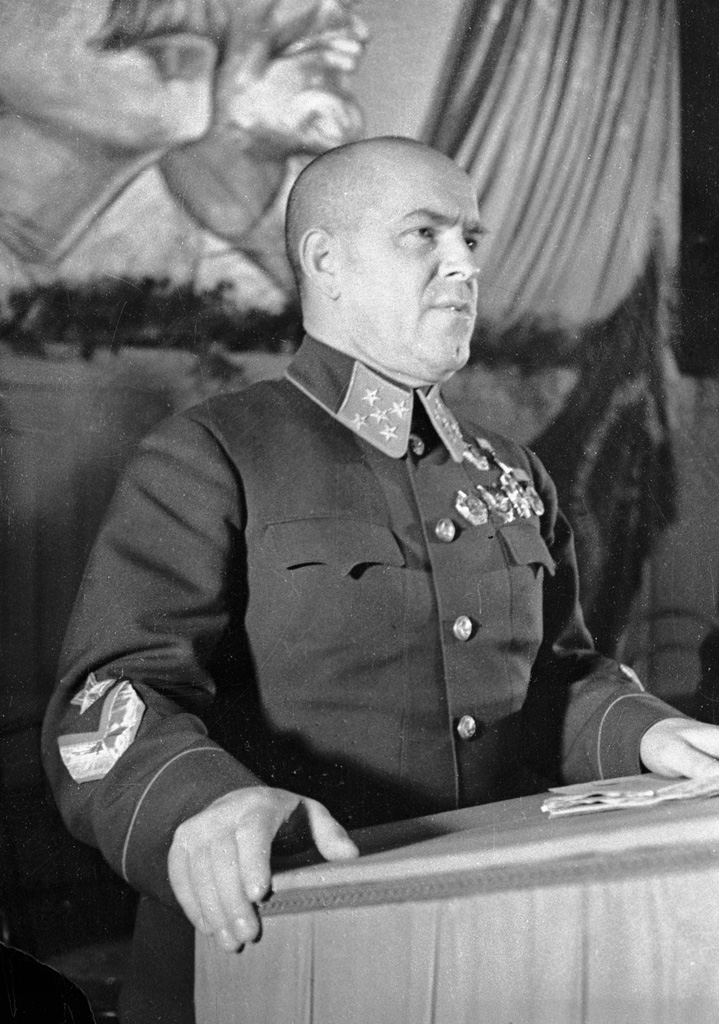
Júkov fala aos membros do Politburo, em setembro de 1941

Durante a reunião de 29 de julho de 1941 com Stalin, Júkov expôs novos planos, que embora militarmente sólidos, previam um alto custo político: abandonar Kiev aos alemães. Enfurecido, Stalin acusou-o de "falar bobagem", e Júkov demitiu-se e pediu para ser enviado ao front. Assim, em 30 de julho Chápochnikov assumiu o comando do Estado-Maior, e Júkov foi rebaixado a comandante de uma frente, embora mantendo seu lugar na Stavka. Ele deixou Moscou em 31 de julho a fim de se juntar à equipe da Frente da Reserva, que se encontrava estacionada perto de Gjatsk. Júkov encontrou uma situação adversa, para além do conflito armado que se desenrolava. Seu politruk era Sergei Kruglov, um amigo próximo de Lavrenti Beria, e suas unidades, compostas de conscritos, não possuíam oficiais qualificados ou equipamentos decentes. Sua missão era retomar Ielnia, que estava no centro de um bolsão alemão: seu antecessor não conseguira retoma-la, daí a sua substituição. No comando do 24.º Exército, a 120 quilômetros de Gjatsk, de 2 a 6 de agosto Júkov relançou-o em ataque contra o saliente. Inicialmente sem sucesso, ele persistiu, ameaçando executar os oficiais que não cumprissem suas missões. Depois de uma pausa para reforçar suas provisões, o ataque recomeçou em 30 de agosto. Eventualmente as tropas de Júkov conquistaram uma importante vitória, e os alemães do 20.º Corpo de Exército abandonaram Ielnia a partir de 2 setembro.

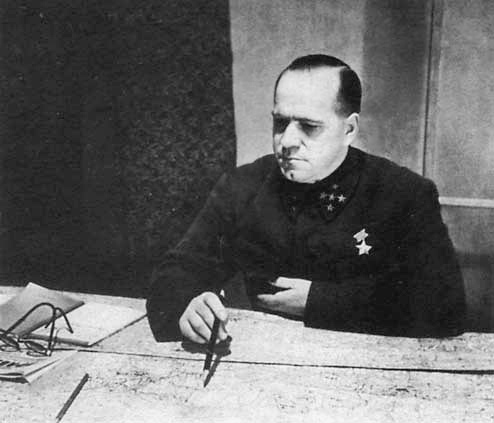
Júkov em outubro de 1941, durante o cerco a Leningrado. Esta foto foi publicada no jornal Krasnaia Zvezda, por ordem direta de Stalin

Essa vitória foi amplamente utilizada como propaganda, com o objetivo de levantar o moral soviético. Quatro unidades envolvidas no confronto foram rebatizadas: as 100.ª, 127.ª, 153.ª e 161.ª divisões de fuzileiros tornam-se respectivamente a 1.ª, 2.ª, 3.ª e 4.ª Divisão de Fuzileiros "da Guarda", as primeiras tropas de elite desse tipo.
No início de setembro Júkov foi chamado de volta ao Kremlin. De acordo com suas memórias, Stalin o recebeu na madrugada do dia 9 e lhe ordenou organizar a defesa de Leningrado a partir do dia 10. No dia 12 Júkov partiu de avião e desembarcou próximo ao lago Ladoga, a nordeste da cidade.
Vorochilov foi rebaixado por Stalin, enquanto Júkov tentava restaurar o moral das tropas. Agora cercado por alemães e finlandeses (Shlisselburg caíra no dia 8), ele destinou ao combate todos homens que pôde engajar, apoiados pelos canhões da Frota do Báltico: tropas do NKVD e do Corpo de Fuzileiros Navais, marinheiros e milícias populares. Um terço das milícias são munidas de armas anti-tanque, as fábricas se esforçam para produzirem meio milhão de minas, a polícia militar caça os desertores, as famílias daqueles que se rendem espontaneamente são executadas. Aos poucos, a linha de frente se estabiliza e começa o cerco a Leningrado, possivelmente o conflito urbano mais sangrento de toda a história. Embora os soviéticos tenham sofrido pesadas baixas sob Júkov, o desempenho deste em Stalingrado tem sido louvado pela maioria dos analistas. Além disso, sob seu comando os soviéticos imobilizaram cerca de um terço das forças alemãs disponíveis na época. Após vitórias consecutivas em Halhin-Golie, Ielnia e Leningrado, Júkov viu sua reputação crescer consideravelmente.

### Protegendo Moscou (1941)
Estabilizada a situação em Leningrado, em 5 de outubro de 1941 Stalin convocou Júkov, pois desde 30 de setembro os alemães haviam retomado a ofensiva no centro do front, pressionando e cercando as unidades da Frente Ocidental (comandadas por Ivan Konev), da Frente da Reserva (Budionni), e da Frente de Briansk (Ieremenko), a oeste de Viazma e em ambos os lados de Briansk. Júkov foi enviado para lá, e, na noite do dia 6, juntou-se ao Estado-Maior da Frente Ocidental, perto de Gjatsk. No dia 7, sempre por estrada e viajando durante a noite, foi a vez da Frente da Reserva em Obninsk, e depois de Budionni em Maloiaroslavets. Ele encontrou unidades sem liderança e agindo desordenadamente. No dia 9 de outubro Júkov foi re-designado para o comando da Frente da Reserva. As chuvas da rasputitsa tornam tudo lamacento, diminuindo consideravelmente a mobilidade. No dia 10 Júkov recebeu também o comando da Frente Ocidental, e decidiu estacionar seu Estado-Maior perto de Moscou. A Frente da Reserva foi absorvida pela Frente Ocidental no dia 12. Por essa época, Júkov tomou como amante uma jovem cirurgiã assistente, a primeira-tenente Lida Zakharova.
Júkov defendeu Moscou aplicando os mesmos métodos usados em Leningrado, no mês anterior. Tropas sobreviventes foram reforçadas com divisões de milícias populares e recrutas mobilizados por antecipação, e dispostas em um arco, partindo de Kalinin, ao norte, até Kaluga, no sul, passando por Volokolamsk e Mojaisk, enquanto as forças alemãs ainda buscavam reduzir os bolsões de Viazma e Briansk. O Grupo de Exércitos Centro alemão, contudo, retomou a ofensiva no dia 12 de outubro. No dia 13 a 4.ª Divisão Panzer do general Erich Hoepner tomou Kalinin, enquanto 2.º Exército Blindado do general Guderian chegou a Kaluga. Naquela noite, o Teatro Bolshoi foi evacuado para Kuibishev (incluindo trajes, conjuntos e poltronas), e no dia 16 foi a vez do governo, do Comintern e das embaixadas partirem, instalando-se a novecentos quilômetros mais a leste. Dirigentes moscovitas fogem; a cidade assiste a saques maciços; e cargas explosivas são colocadas no metrô e em pontes, estações ferroviárias e instalações elétricas e sanitárias. No dia 19 o estado de sítio é proclamado na capital, e a ordem é restaurada. Mojaisk (a cem quilômetros de Moscou) caiu no dia 18, e no dia 22 foi a vez de Naro-Fominsk: o comandante local e seu politruk foram fuzilados diante de suas tropas, e Júkov ordenou um contra-ataque, resultando em uma batalha de oito dias que bloqueou os alemães. A mesma coisa ocorreu em Volokolamsk, no dia 23, onde Rokossovski escapou por pouco da execução, por ter recuado. No dia 28 de outubro, os alemães chegaram a Tula, mas no dia 30 foram parados pela defesa soviética e pela lama, que os privava de combustível, munições e alimentos.
Em 1 de novembro Júkov foi novamente convocado por Stalin, que indagava se, por ocasião do 24.º aniversário da Revolução de Outubro, seria possível organizar um desfile militar. Júkov concordou, pois o front encontrava-se estável e aguardava a neve. Em 7 de novembro, sob a neve, desfilaram vários regimentos na Praça Vermelha, diante de Budionni em seu cavalo e de Stalin, posicionado na tribuna do Mausoléu de Lenin. A tropa desfilou, e depois partiu para o front.
Júkov previu a retomada da ofensiva alemã uma vez que o solo estivesse congelado, incluindo um ataque particularmente duro na linha de Rjev-Volokolamsk-Istra, e dois ataques nos flancos, no norte, perto do canal Volga-Moscou (na fronteira com a Frente de Kalínin, comandada por Konev) e no sul, perto de Tula (junto à Frente Sudoeste, de Timoshenko). Embora ele tenha se queixado ao Comando Supremo da falta de coordenação com as frentes vizinhas, ele reforçou ambos os flancos, fazendo recuar seus 16.º e 50.º exércitos e concentrando atrás deles as suas principais unidades de cavalaria e blindados.
Em 13 de novembro Júkov teve a certeza de um ataque alemão a partir do 15. Mas no dia 14 Stalin ordenou um ataque preventivo com unidades de cavalaria e blindados junto a Volokolamsk e Serpukhov, recusando os argumentos Júkov. No dia 15, com temperaturas de -10 °C, o ataque do Grupo de Exércitos Centro alemão ocorreu como previsto, no norte e no centro, avançando no eixo Kalinin-Klin-Moscou e atingindo o 13.º Exército perto de Volokolamsk. O contra-ataque da cavalaria soviética no dia 17 bloqueou os alemães por dois dias. No mesmo dia, Júkov recebeu ordens de destruir todos os edifícios de ambos os lados das estradas para Moscou, uma medida de defesa com graves consequências paras os civis, mas que visava evitar sua apropriação pelos alemães. Ao sul, no dia 18, Guderian recomeçou o avanço, contornando Tula por Stalinogorsk, em direção a Kashira. Gradualmente, Júkov recebeu reforços: algumas unidades siberianas (três divisões de infantaria e duas blindadas) e seis exércitos em processo de treinamento. As comportas de uma barragem sobre o rio Istra foram abertas, inundando temporariamente o vale. No sul, o 2.º Grupo Panzer de Guderian foi bloqueado permanentemente antes Kashira, pelo 1.º Corpo de Cavalaria da Guarda, liderado por Pável Belov. No norte o 3.º Grupo Panzer, do general Georg-Hans Reinhardt, foi empurrado para Iakhroma pelo 1.º Exército de Choque "Kuznetsov", em 1 de dezembro.
Em 29 de novembro Stalin concordara com a proposta de contra-ofensiva de Júkov, que ainda carecia ser planejada. A frente norte alemã se deteve em Krasnaia Poliana, a vinte quilômetros dos limites de Moscou, e um regimento alemão chegou até mesmo a Khimki, na parada final do elétrico moscovita. O avanço alemão no norte também estacionou, Reinhart em 2 de dezembro, e Hoepner no dia 6. Júkov lançou os dez exércitos da Frente Ocidental em um contra-ataque, empurrando os alemães frontalmente. Os combates duram até 6 de janeiro de 1942, com uma temperatura variando entre -10 e -30 °C. Com a neve profunda limitando o movimento, e o reabastecimento bloqueado nas ferrovias, vilas e cidades que podiam servir abrigo tornaram-se os objetivos. Em 13 de dezembro de 1941 o retrato de Júkov foi estampado na primeira página do Pravda, que anunciava a derrota dos alemães em Moscou. Tendo perdido quase todos os seus veículos, por volta de 15 de dezembro as forças alemãs ameaçando Moscou estavam em retirada, rumo às posições que ocupavam em outubro.
Segundo Roberts, com a ação de Júkov na defesa de Moscou espalhou-se o mito de que "com Júkov no comando, a vitória é certa", e de que ele seria uma versão contemporânea de Alexander Suvorov e Mikhail Kutuzov, que haviam defendido a pátria contra Napoleão. Embora Júkov tivesse uma reputação de brutalidade e objetividade, ele era visto pelas tropas como alguém que fazia o que devia ser feito e que assegurava vitórias.

### Rjev (1942)

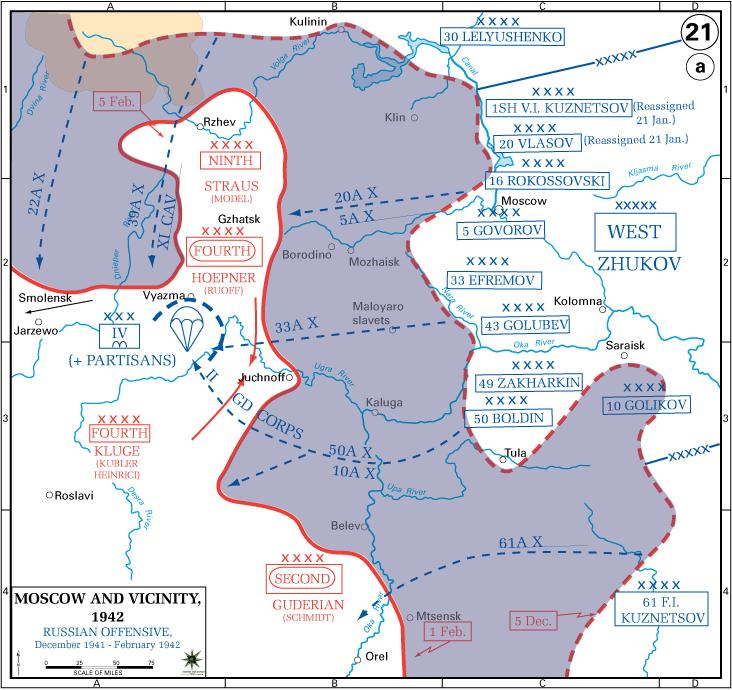
Mapa das operações de dezembro de 1941 a fevereiro de 1942: a contra-ofensiva liderada por Júkov recuperou Moscou mas perdeu fôlego antes de chegar a Rjev e Viazma

Em 7 de janeiro de 1942 uma reunião no Kremlin entre Júkov, Stalin e Aleksandr Vassilevski definiu novos objetivos para a Frente Ocidental: sua ala direita (1.º de Choque, 20.º e 16.º exércitos) participaria da destruição do saliente de Rjev; o centro (cinco exércitos) tomaria Gjatsk, Iukhnov e Viazma; a ala esquerda (10.º Exército e o 1.º Corpo de Cavalaria comandado por Belov) faria uma incursão na retaguarda alemã e se juntaria ao 11.º Corpo de Cavalaria (em Kalinin), cercando o Grupo de Exércitos Centro nazi. Em 10 de janeiro a Carta Diretriz da Stavka n.º 3 "sobre as ações de grupos de choque e a organização de ofensivas de artilharia" ordenou às frentes soviéticas atacarem rumo ao oeste. No mesmo dia, Júkov reenviou ao ataque a sua Frente Ocidental e a Frente de Kalínin: elas avançaram por meio de assaltos frontais, mas não conseguiram tomar Rjev, Viazma e Iukhnov. Nos dias 3 e 4 de fevereiro a situação mudou: o 9.º Exército alemão cercou um exército da Frente de Kalínin; o 4.º Exército alemão fez o mesmo com o 33.º Exército soviético e o 1.º Corpo de Cavalaria da Guarda. Júkov tentou socorrer essas tropas, mas a Stavka lhe atribui objetivos nas regiões do Desna e do Dniepre, incluindo uma série de ataques frontais compostos por ondas de infantaria. Embora as tropas de Belov tenham escapado, o 33.º Exército foi esmagado perto do rio Ugrá.
Em meados de abril o derretimento da neve interrompeu a luta, que já vinha ocorrendo em um mar de lama. Quando o solo mostrou-se mais seco, a Stavka ordenou uma série de ofensivas. Na Ucrânia a liderança das frentes Sul e Sudoeste (Timoshenko, com Bagramian como chefe de gabinete e Khrushchov como comissário político) lançou um ataque perto da Carcóvia, no dia 12 de maio. Apesar de um início promissor, no dia 15 a ofensiva foi detida por bombardeios alemães, que na sequência contra-atacam durante a Segunda Batalha de Carcóvia. Esta, transformou-se em desastre para os soviéticos, que nela perderam 22 divisões.
Em 28 de junho os alemães retomaram a iniciativa, e a metade sul de suas forças avançou para o rio Don, Stalingrado e Baku. Para frear a metade norte das forças alemãs, a Stavka instrui outras frentes a atacar. Para a Frente Ocidental de Júkov, o primeiro alvo era Oriol, entre 5 e 14 de julho. O ataque falhou, por falta de coordenação entre os ramos das forças armadas. O segundo ataque, parte da Operação Pogoreloé-Gorodishche, começou em 4 agosto e foi novamente direcionado a Rjev e à vizinha Sichiovka. Ele foi completado por um ataque mais a sul, objetivando retomar Gjatsk e Viazma, mas ambos fracassaram.

### Stalingrado (1942)
Em 27 de agosto de 1942 Júkov foi nomeado Vice-Comandante Supremo. Essa nova promoção foi movida pelos fracassos da estratégia de Stalin, que previra um novo ataque a Moscou, quando Júkov vinha lhe alertando que o ataque ocorreria mais ao sul. Júkov tornou-se então o principal conselheiro e o homem de ação de Stalin".

Mapa da Operação Urano: as forças comandadas por Júkov cercaram o 6.º Exército alemão, os 3.º e 4.º exércitos romenos, e parte do 4.º Exército Panzer alemão

Júkov recebeu assim a autoridade para articular as diferentes frentes da guerra, incluindo a Frente de Stalingrado, que desde o mês anterior lutava na Batalha de Stalingrado. Os alemães controlavam cerca de noventa por centro da cidade, e Stalin ordenou a Júkov atacar no norte, entre o Don e o Volga, visando quebrar o cerco. Em 3 de setembro Júkov atacou com o 1.º Exército da Guarda, mas esse ataque resultou em uma derrota sangrenta. Stalin comandou um novo ataque, e o massacre se repetiu quase todos os dias de 4 a 12 de setembro, com o 1.º Exército, logo apoiado pelos 24.º e 66.º exércitos, conseguindo ao menos interromper o avanço do XIV Corpo Panzer rumo ao norte de Stalingrado.
No dia 12 de setembro Júkov foi chamado de volta a Moscou. De acordo com as suas memórias, ele e Vassilevski propuseram a Stalin a ideia de um grande cerco, no que viria a constituir a Operação Urano. A ideia consistia em reunir longe dos flancos inimigos as forças necessárias, e em seguida forçar o 6.º Exército alemão, comandado por Friedrich Paulus, em uma luta urbana contra o 62.º Exército soviético, comandado por Vassili Chuikov e que vinha sendo regularmente renovado. Assim, as forças posicionadas longe de Stalingrado poderiam atacar os flancos alemães, tirando vantagem da fraca preparação do exército germânico para o inverno russo e da fragilidade das tropas romenas que protegiam os flancos alemães, desprovidas do equipamento necessário para deter os blindados soviéticos.
Para isso, seriam necessárias seis semanas de preparativos. Entre o final de setembro e o início de outubro foi criada uma nova Frente Sudoeste, que foi confiada a Vatutin; a Frente de Stalingrado se tornou a Frente do Don, chefiada por Rokossovski; a Frente do Sudeste a nova Frente de Stalingrado, sob o comando de Ieremenko. Em paralelo, a integração entre o conjunto de operações soviéticas foi amplamente reforçada. Em 6 de outubro Júkov examinou o terreno em torno Serafimovich, inspecionou as frentes do Sudoeste e do Don e repassou os planos de ataque com os comandantes locais, enquanto Vassilevski fazia o mesmo com a Frente de Stalingrado. A operação foi adiada duas vezes por Júkov, e enfim lançada em 19 de novembro. As posições do 3.º Exército romeno, comandado pelo general Petre Dumitrescu, foram descobertas imediatamente. A operação levou a uma decisiva vitória soviética, e no dia 23 os dois flancos da ofensiva se reencontram em Kalach-na-Donu, completando o cerco de 290 mil tropas alemãs.

### Operação Marte (1942)
Ao mesmo tempo em que planejava a contra-ofensiva na região do Don, Júkov convencera Stalin a deixá-lo liderar uma grande ofensiva em Moscou, utilizando as tropas das frentes de Kalínin e Ocidental, que eram as mais poderosas do exército. Vassilevski fora encarregado de executar a Operação Urano, que, avançando até Rostov-sobre-o-Don, daria lugar à Operação Saturno. Júkov reservara-se primeiro a execução da Operação Marte, que cercaria o saliente de Rjev, e em seguida a execução da Operação Júpiter. Quatro grandes operações foram assim preparadas, cada uma prevendo um cerco.

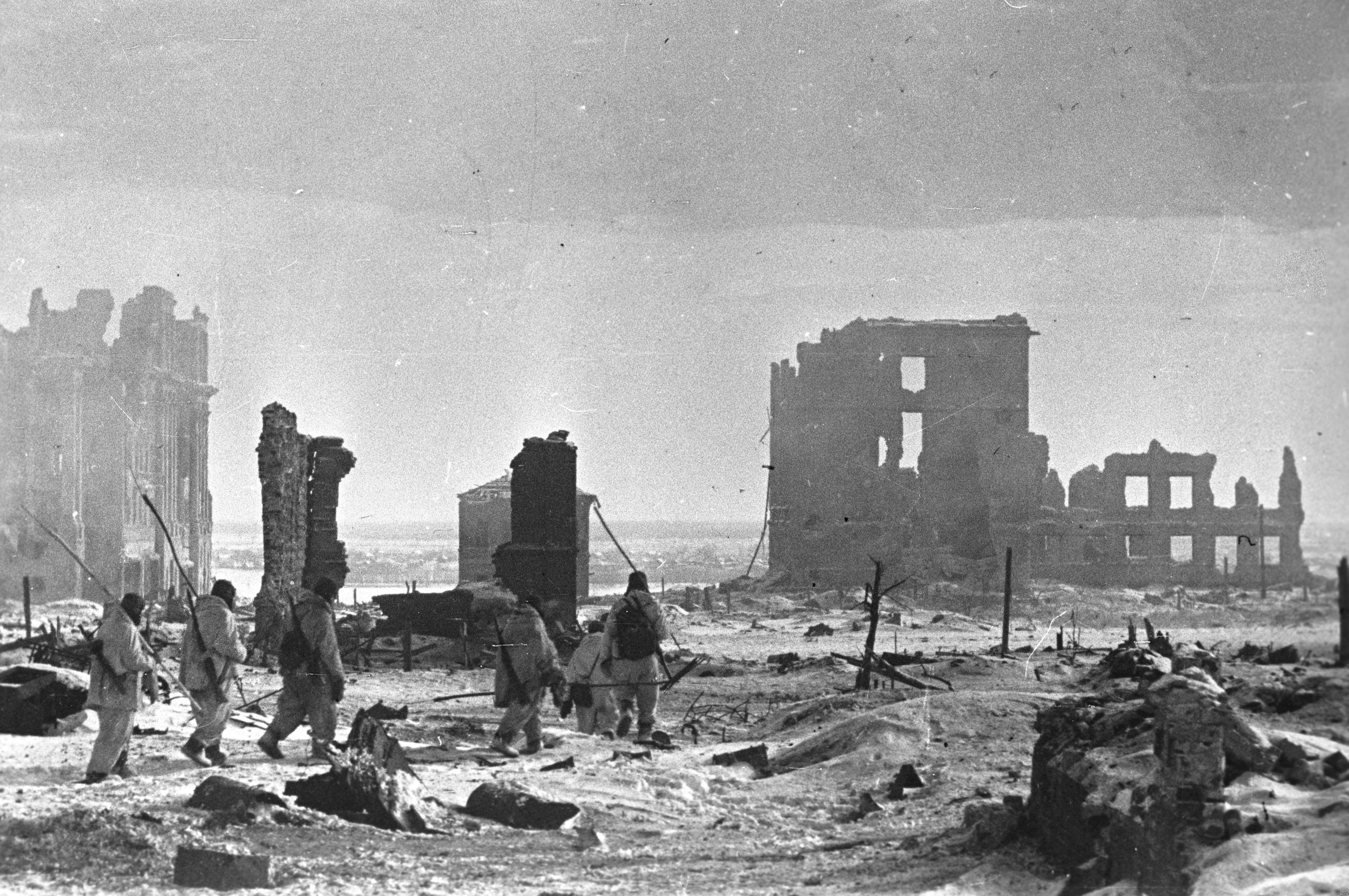
Centro de Stalingrado em fevereiro de 1943, pouco após sua liberação. A Batalha de Stalingrado foi o maior conflito da Segunda Guerra Mundial, e a cidade foi grandemente arrasada

A chuva levara ao adiamento da Operação Marte, de 12 para 28 de outubro. Quatro exércitos (o 20.º no leste, o 39.º no norte, e 41.º e 22.º no oeste) foram encarregados de penetrar a defesa inimiga, seguidos por três corpos de blindados e um corpo de cavalaria. O efetivo soviético era três vezes maior que o de seu alvo, o 9.º Exército alemão do general Walter Model (15 divisões de infantaria, cinco divisões Panzer e uma de cavalaria) e três divisões de blindados do Grupo de Exércitos Centro. A terceira batalha por Rjev, apelidada "viagem de inverno" pelos alemães e "moedor de carne de Rjev" pelos soviéticos, começou em 25 de novembro, sob a neve e a -10 °C. Os exércitos soviéticos avançam lentamente por quatro dias e foram interrompidos pela chegada de reservas alemãs; os alemães contra-atacaram, isolando e em seguida destruindo dois corpos soviéticos. Confiante, Júkov persistiu, lançando outros três exércitos ao ataque, e depois um ataque geral. Apesar de submeter suas tropas a uma situação atroz, o massacre durou até 20 de dezembro e não resultou em progresso. Enquanto Vassilevski obteve uma vitória pouco custosa em Stalingrado, as tropas de Júkov sofreram baixas contabilizando cerca de cem mil mortos, 235 mil feridos e doentes e 1,6 mil blindados destruídos.
Júkov menciona esses combates em suas memórias, dedicando-lhes três páginas e meia (contra vinte páginas para a Operação Urano). Nelas, ele culpa Konev e apresenta as batalhas como um elaborado ardil para impedir os alemães de fortalecerem sua posição em Stalingrado. De fato, em 29 de dezembro de 1942 Júkov retornou a Moscou e foi recebido por Stalin, que não o censurou, convencido de que Marte havia servido a Urano ao imobilizar parte das forças alemãs. Nesse mesmo mês, Júkov estampou pela primeira vez a capa da revista Time, que anunciava:
"Os alemães estão perdendo a guerra na Rússia, o que significa que estão perdendo a Segunda Guerra Mundial. Nas planícies congeladas de Rjev, perto de Moscou, no Don e no corredor do Volga a Stalingrado, na neve e nos vales do Cáucaso, os russos estão na ofensiva. [...] Os poucos estrangeiros que puderam ver Júkov, lembram-se de seu rosto de leão [...]. [Ele] denunciou, bem antes do Exército dos EUA fazer o mesmo, o peso das convenções e da rotina no Exército Vermelho".

### Ofensivas de inverno (1943)
Em 2 de janeiro de 1943 Júkov chegou ao comando da Frente de Voronej para preparar a Ofensiva Ostrogojsk–Rossochansk. O ataque começou no dia 12, fazendo recuar o 2.º Exército húngaro e o Corpo Alpino italiano. Ele continuou com a Operação Voronej-Kastornoie, que permitiria aos soviéticos retomar Kursk.
Em 10 de janeiro Júkov se juntou a Vorochilov na supervisão da Operação Iskra. Lá, ele coordenou as ações das frentes de Leningrado e Volkhov, e, após uma intensa preparação de artilharia, no dia 12, a -23 °C, ambas atacam o corredor de Shlisselburg por lados opostos. A junção das duas frentes ocorreu após cinco dias, mas os alemães se entrincheiraram na altura de Siniávino. Júkov exerceu forte pressão sobre suas tropas, sobretudo sobre a liderança da 136.ª Divisão, exigindo um ataque definitivo, mesmo que a um alto custo. A vitória veio, e o cerco a Leningrado foi suspenso depois de 506 dias. Como recompensa, em 18 de janeiro Stalin elevou Júkov ao posto de Marechal da União Soviética, e um mês depois o condecorou com a Ordem de Suvorov. Em ambos os casos, Júkov foi o primeiro a ser honrado desde o início da guerra.
A fim de liberar completamente Leningrado, os soviéticos planejaram uma grande ofensiva mais ao sul, buscando cercar todo o Grupo de Exércitos Norte alemão. Essa ofensiva, que consistiria na Operação Estrela Polar, previa primeiro que as frentes de Leningrado e Volkhov fariam um desvio em direção a Mga, e que parte da Frente do Noroeste atacaria o Bolsão de Demiansk, encurralando seis divisões alemãs. Em seguida, o 1.º Exército de Choque abriria uma brecha, permitindo ao 1.º Exército de Tanques (liderado por Mikhail Katukov) e ao 68.º Exército (de Fiódor Tolbúkhin) penetrar e seguir até Narva e Pskov. Júkov foi encarregado de coordenar as diferentes equipes. O ataque começou em 10 de fevereiro, mas foi pouco efetivo, pois os alemães haviam evacuado o saliente de Demiansk quatro dias antes, e também porque o 68.º Exército atolou na lama e não pôde ser utilizado. Por fim, Stalin encerrou a operação no dia 7 de março.
Mais ao sul, desde 24 janeiro Vassilevski coordenou a ofensiva geral lançada do Donets ao Dniepre, liderada pelas frentes de Voronej (comandada por Golikov), Sudoeste (Vatutin) e Sul (Rodion Malinovski). Mas os alemães do Grupo de Exércitos Don (comandados pelo então marechal-de-campo von Manstein) primeiro bateram em retirada e, a partir de 19 de fevereiro, contra-atacaram, destroçando os corpos mecanizados soviéticos que se encontravam dispersados.
Em 13 de março Stalin enviou Júkov a Carcóvia. Chegando no local, cruzando as tropas em retirada, seu carro foi alvejado. Isso lhe retirou de cena, e Carcóvia e Belgorod foram reocupadas pelos alemães em 18 de março. Na sequência, Júkov buscou restaurar a ordem junto ao comando da Frente de Voronej, desestabilizado pela situação. Ele pediu e recebeu permissão de Moscou para substituir Golikov (substituído por Vatutin em 21 de março) e Vassilevski (substituído no dia 22), enfim restabelecendo o moral das tropas da região.

### Kursk (1943)
A partir de informações provenientes do Diretorado Principal de Inteligência (GRU) e de Ultra, os soviéticos anteciparam um ataque iminente a ser lançado pelas unidades mecanizadas alemãs. Esse ataque, que consistiria na Operação Cidadela, avançaria em duas frentes pelos lados do saliente, na tentativa de cercar as forças soviéticas. Em 8 de abril, Júkov enviou a Stalin um relatório preliminar, dando sua opinião sobre a reação soviética a esse duplo cerco alemão:
"Para que o inimigo se desintegre em nossas defesas, além de medidas para fortalecer as defesas anti-tanque das frentes Central e Voronej, nós devemos nos retirar o mais rapidamente possível dos setores passivos e reforçar as reservas da Stavka, a fim de poder utilizar, nos eixos ameaçados, trinta regimentos anti-tanques, todos os regimentos de canhões autopropulsados e tantos aviões quanto possível. [...] Eu considero imprudente lançar um ataque preventivo nos próximos dias. Seria mais apropriado deixar o inimigo se esgotar em nossas defesas e destruir seus tanques, e, só então, depois de trazer novas reservas, passar para a ofensiva geral [...]".

Com a Operação Cidadela, a Alemanha Nazista esperava cortar o saliente de Kursk e cercar as tropas soviéticas. A Batalha de Kursk, que se seguiu, foi a maior batalha de veículos blindados jamais ocorrida, e a com o maiores perdas aéreas em um só dia

Júkov então elaborou um plano mais complexo, e, tendo convencido Vassilevski e Alexei Antónov, no dia 12 de abril o trio apresentou a ideia a Stalin. Vatutin e Khrushchov defendiam um ataque preventivo soviético, mas Stalin por fim deixou-se convencer pelo plano de Júkov, que previa primeiro uma defesa ativa, e depois uma dupla contra-ofensiva: para Oriol, no norte (Operação Kutuzov), e para a Carcóvia, no sul (Operação Rumiantsev). Logo depois, Júkov foi enviado, com Sergei Chtemenko, para expulsar os alemães da Península de Taman. No dia 14 ele se juntou a Rokossovski na Frente Central, na expectativa do ataque alemão previsto, que terminou por não acontecer. Ciente do papel que a defesa desempenharia, Júkov cuidou de inspecionar as posições soviéticas na região. Então ele então foi enviado para a Frente Ocidental, em 26 de maio, voltou a Moscou por cinco dias, e depois seguiu para as frentes Sudoeste e Sul. De 16 a 28 de junho, ele participou de reuniões da Stavka, em Moscou, e no dia 30 se dirigiu para a Frente de Briansk. Em 4 de julho os alemães começaram a se mover, e Júkov retornou ao comando da Frente Central, junto a Rokossovski.

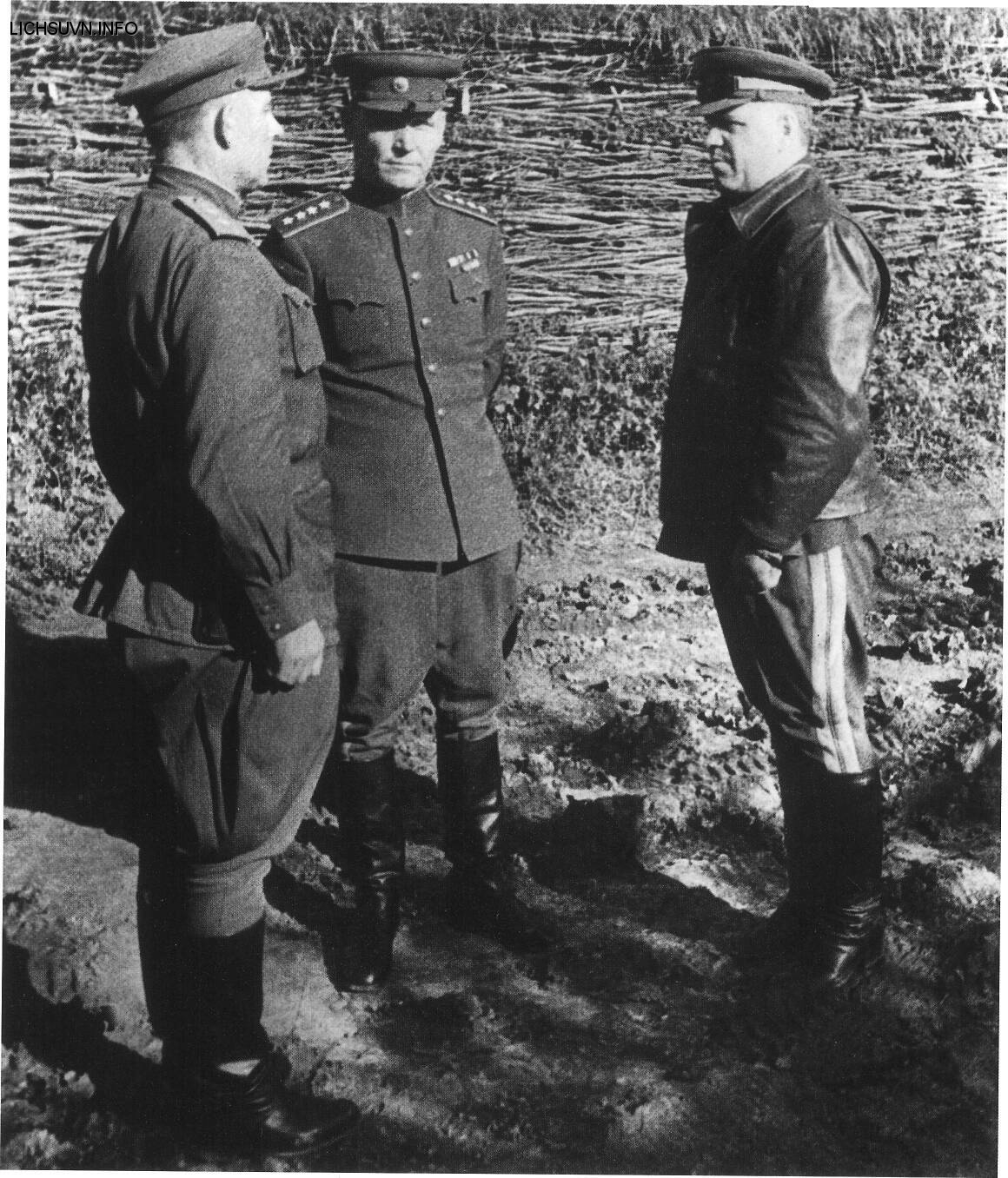
Júkov (à direita) teve papel decisivo na ação soviética na Batalha de Kursk. Na foto, ele e Ivan Konev (ao centro) se reúnem com oficiais na região (verão de 1943)

 A ofensiva alemã começou na manhã do dia 5 de julho, e Júkov respondeu imediatamente com uma contra-preparação de artilharia e o envio de seiscentas aeronaves para abater as pistas da Luftwaffe. Ambas iniciativas falharam. Para o norte do saliente, a Frente Central bloqueou em poucos dias o 9.º Exército alemão (comandado por Model), que tocara apenas a primeira linha de defesa soviética. Ao sul do saliente, a Frente de Voronej (gerida por Vatutin, supervisionado por Vassilevski) teve dificuldade em parar o ataque do 4.º Exército Panzer (liderado pelo general Hermann Hoth) e do Destacamento de Exército Kempf (chefiada pelo general Hubert Lanz), comandado por von Manstein, que quebrou a segunda linha de defesa e ameaçou a terceira. Na noite de 8 de julho Júkov, Vassilevski e Stalin concordaram em realocar unidades da Frente da Estepe (confiada a Konev e mantida em reserva) a fim de desencadear uma contra-ofensiva no norte. No dia 9 Júkov dirigiu-se para a Frente de Briansk, que, juntamente com o 11.º Exército da Guarda (comandado por Bagramian) da Frente Ocidental, executaria a parte mais dura do assalto planejado. Durante o ataque, Júkov dirigiu-se para linha de frente, a fim de observar as posições alemãs, quando foi alvejado por morteiros alemães. Uma das granadas explodiu a cerca de quatro metros dele, deixando-lhe permanente surdo de um ouvido e com dores crônicas em uma das pernas.
A contra-ofensiva soviética começou no dia 12, com uma intensa concentração de artilharia que durou duas horas e meia. A infantaria então perfurou as defesas alemãs, outras tropas guardaram os flancos da brecha aberta, e os blindados avançaram. Oriol foi reconquistada no dia 5 de agosto, enquanto o 9.º Exército alemão recuava a fim de restaurar uma linha de defesa perto de Briansk. Em 13 de julho, Júkov foi enviado por Stalin à Frente de Voronej, ao sul do saliente, para parar a ofensiva alemã vinda do sul, que perfurara a terceira linha de defesa. Nos dias 13 e 14 ele juntou-se a Vassilevski e ao comando do 5.º Exército de Tanques da Guarda (comandado pelo major-general Pável Rôtmistrov). Ele ordenou que o 69.º Exército recuasse, evitando ser cercado, e a manobra foi executada em ordem, uma novidade para os soviéticos desde o início do conflito.
No dia 17 os blindados alemães param e começam a retornar às suas posições iniciais, enquanto Júkov organizava a Operação Rumiantsev. O ataque frontal empenhou cinco exércitos das frentes de Voronej e da Estepe, que depois de uma poderosa concentração de artilharia atacaram de 3 a 8 de agosto, perfurando as defesas inimigas. Quatro corpos mecanizados atacaram em seguida, alargando a brecha; e enfim avançaram os tanques do 1.º Exército (chefiado por Katukov) e 5.º Exército de Tanques da Guarda (Rôtmistrov). Von Manstein contra-atacou com seus blindados, mas acabou por perder 75 por centro deles para esses dois exércitos mecanizados soviéticos. Em 23 de agosto, Carcóvia foi retomada.

### Passando o Dniepre (1943)
A batalha de Kursk é um marco da virada soviética na Guerra, pois desde então o Exército Vermelho controlou a iniciativa no conflito. De acordo com as memórias de Júkov, ele e Antónov acreditavam ser mais adequado atacar com operações em profundidade (método mais rápido, mas mais arriscado), ao passo que Stalin julgava mais apropriado concentrar os esforços em múltiplos ataques em uma frente ampla (mais seguro, mas mais lento e caro em vidas humanas). Esse debate os ocupou em agosto de 1943, mas por fim Stalin impôs seu ponto de vista. Oito frentes foram mobilizadas: as de Kalinin e do Ocidente retomariam Smolensk (Operação Suvorov); as de Briansk, do Centro, de Voronej e da Estepe avançariam até Kiev e Tcherkássi; e as do Sudoeste e do Sul forçariam até Zaporíjia. Júkov coordenou as frentes de Voronej e da Estepe em uma operação visando conquistar Chernigov e Poltava, enquanto Vassilevski comandava outras duas frentes mais ao sul.

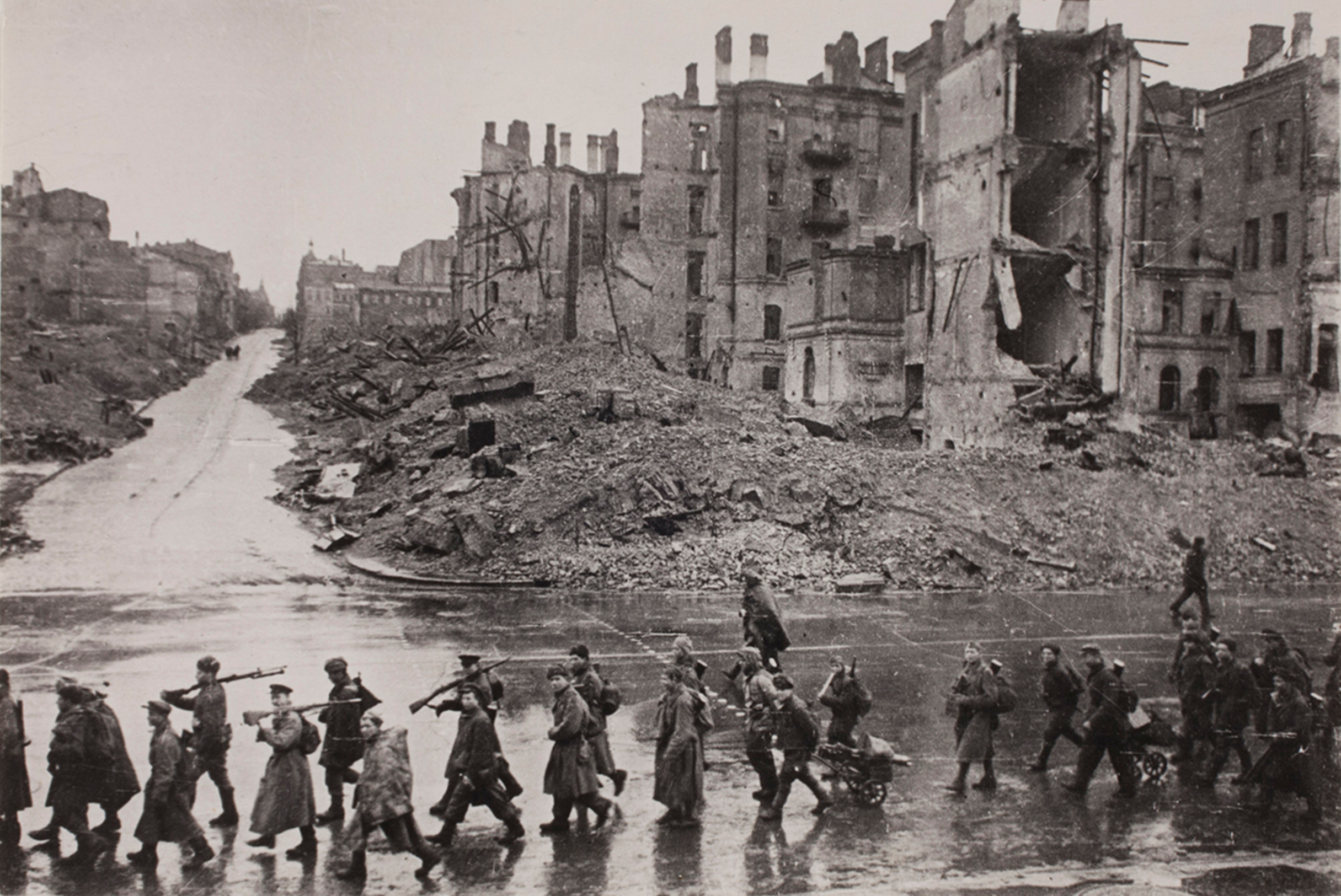
Infantaria soviética marchando sobre Kiev, após a liberação da cidade (novembro de 1943)

Em 25 de agosto 1943 as frentes de Voronej (Vatutin) e da Estepe (Konev) lançaram seus quatorze exércitos em um assalto, empurrando frontalmente o 2.º Exército alemão. Em 6 de setembro Stalin e Júkov redirecionaram a frente de Voronej para Kiev, contrariando Rokossovski (Frente Centro), que vinha pelo sul e queria para si o título de "libertador de Kiev". Em 15 de setembro, Manstein foi finalmente autorizado por Hitler a recuar para detrás do Dniepre, evitando assim ser cercado pelo inimigo. Essa manobra levou a uma perseguição dos alemães, que terminou com a destruição das seis pontes que cruzavam o Dniepre na região, em 29 de setembro.
Embora o Dniepre compusesse a Linha Panther-Wotan nessa região, os pontos em que ele poderia ser cruzado haviam sido pouco fortificados pelos alemães. Assim, a Stavka ordenou que a partir do dia 21 a infantaria soviética atravessasse o rio em diversas alturas. Ela formou uma primeira cabeça de ponte em Bukrine (a 75 quilômetros ao sudeste de Kiev, perto de Kaniev), mas viu-se incapaz de avançar. Na noite de 24 para 25 de setembro os soviéticos lançaram duas brigadas de paraquedistas, mas por falta de preparo (ausência de fotos aéreas, ordens recebidas pouco antes da decolagem, equipamento suficiente, dentre outros motivos) as tropas se viram espalhados ao longo de noventa quilômetros e aterrissando próximos de tanques alemães, aquém das linhas soviéticas ou no leito do rio. Durante um mês, fracassaram todos os ataques soviéticos desde essa cabeça de ponte. Desde 25 de setembro Júkov vinha alertando que se tentasse a travessia em outro lugar, mas sem resultados. Enfim em 23 de outubro, por sugestão de Antónov, Stalin concordou em transferir o ataque para Liutej, ao norte de Kiev. De 23 a 25 de outubro o 3.º Exército de Tanques da Guarda foi transferido de Bukrine, em segredo, sendo substituído por manequins e armas falsos, em um caso exemplar de emprego da maskirovka. Em 3 de novembro começou o maior ataque de artilharia até então visto nesse teatro da guerra: o 7.º Corpo de Artilharia atacou, e depois o 38.º Exército abriu uma brecha nas fileiras alemães, pela qual penetrou o 3.º Exército de Tanques da Guarda, avançando mais de sessenta quilômetros. Kiev foi retomada em 6 de novembro, e na mesma noite Júkov, acompanhado de Nikita Khrushchov, entrou na cidade ovacionado pela população.

### Tcherkassi e o Dniestre (1944)
Júkov permaneceu em Moscou durante boa parte de setembro, planejando novas próximas. Por volta do dia 10 Stalin o surpreendeu ao declarar acreditar que as tropas soviéticas haviam se tornado superiores às alemãs: "nossas tropas são mais experientes. Agora podemos e devemos realizar operações para cercar as tropas alemãs". Assim, Stalin autorizou-o a preparar as operações em profundidade propostas no mês anterior. Júkov planejou dois ataques para o inverno 1943-1944. A Primeira Frente Ucraniana tinha como objetivo Jitomir e Berditchiv, enquanto a Segunda Frente Ucraniana retomaria Kirovogrado. Ao final, elas se encontrariam perto de Uman, cercando o 8.º Exército alemão.
Em 23 de dezembro Vatutin lançou sua frente ao ataque, seguido em 5 de janeiro de 1944 por Konev, ambos sob a coordenação de Júkov. A onda de calor retardou os soviéticos, e embora Jitomir tenha sido retomada em 1 de janeiro e Kirovogrado no dia 8, o 8.º Exército alemão conseguiu lançar contra-ofensivas que interromperam o avanço soviético em ambos os lados. Contudo, Hitler proibiu suas tropas de recuar, e, em 9 de janeiro, Júkov viu a oportunidade de cerca-los em torno de Kórsun-Shevtchênkivski. O duplo avanço ocorreu entre 25 e 26 de janeiro, isolando cerca de 56 mil soldados alemães, um episódio que ficaria conhecido como o "caldeirão de Tcherkassi". Manstein respondeu engajando dois corpos de blindados, entre os dias 4 e 15 de fevereiro, mas que não conseguiram romper o cerco. Em 12 de fevereiro as tropas cercadas nessa "pequena Stalingrado" conseguiram romper o cerco, o que resultou na ira de Stalin e no rebaixamento de Júkov. Stalin transferiu o comando da operação a Konev, e em 18 de fevereiro ele foi homenageado no comunicado de vitória publicado em toda a URSS.
Em 29 de fevereiro de 1944 Vatutin foi ferido por partisans ucranianos, e veio a morrer duas semanas depois. Em 2 de março Stalin nomeou Júkov seu substituto no comando da Primeira Frente Ucraniana. As frentes vizinhas (Rokossovski no norte, e Konev no sul) não se encontravam mais sob seu comando. Com os oito exércitos desta frente, Júkov conduziu então a operação Proskurov-Chernovtsi, em que aplicou plenamente a táticas de operações profundas: um exército de choque rompe as linhas inimigas em 4 de março, e Júkov introduz o 4.º Exército de Tanques e o 3.º Exército de Tanques da Guarda a fim de explorar a brecha, surpreendendo Manstein e abortando seu contra-ataque com o 1.º Exército de Tanques da Guarda. Assim as tropas de Júkov atravessaram os rios Bug, Dniestre e Prut, chegaram ao sopé dos Cárpatos, e, junto com as tropas de Konev, cercaram o 1.º Exército Panzer (comandado pelo general Hans-Valentin Hube) em Kamianets-Podilski. Manstein, pouco antes de ser demitido por Hitler, em 30 de março, ordenou a esse exército que escapasse, não para o sul, onde os tanques soviéticos o esperavam, mas para o oeste, cortando o fornecimento de Júkov por alguns dias. Apesar deste revés, em 22 de abril Júkov foi condecorado com a primeira Ordem da Vitória.

### Operação Bagration (1944)
Embora a paternidade das ofensivas do verão de 1944 seja tradicionalmente atribuída a Júkov, ela também é reivindicada por outros membros do Estado-Maior General. Seu planejamento ocorreu a partir de 15 de abril de 1944 e foi discutido durante sete reuniões chefiadas por Stalin, que envolveram Antónov, Chtemenko, Júkov e Vassilevski, dentre outros. Trata-se de uma série de operações, sobretudo na Bielorrússia (operação Bagration, usada como isca a fim de atrair as reservas mecanizadas alemãs) e no sul da Polônia (Ofensiva Lviv-Sandomir e Ofensiva Kovel-Lublin). Em 30 de maio Stalin assinou diretrizes dando às frentes as suas missões, meios e cronogramas. Em Bagration, quatro frentes soviéticas atacariam o Grupo de Exércitos Centro (do marechal Ernst Busch) em um arco de setecentos quilômetros: A Primeira Frente Báltica (de Bagramian), a Terceira Frente Bielorrussa (de Ivan Tcherniakhovski), a Segunda Frente Bielorrussa (de Gueorgui Zakharov) e metade da Primeira Frente Bielorrussa (de Rokossovski). Vassilevski coordenaria as duas frentes do norte, e Júkov outras duas ao sul.

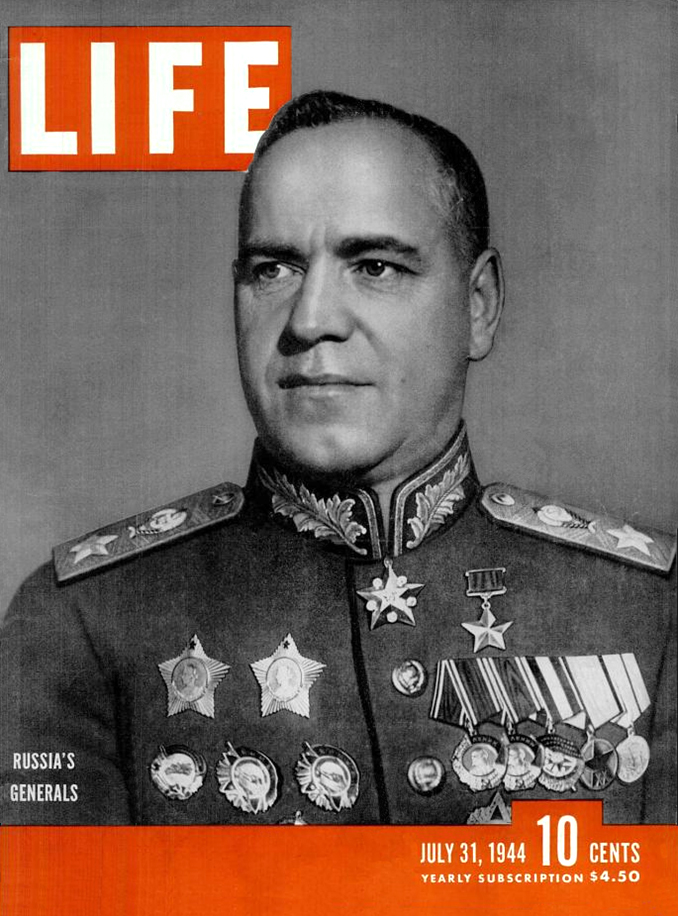
Capa da edição de 31 de julho de 1944 da revista americana Life, exaltando o papel de Júkov na guerra

De 5 a 23 de junho Júkov visitou os estados-maiores de suas tropas, verificando se todos compreendiam seu papel, fazendo reconhecimento de campo, supervisionando a logística e ajudando com exercícios. A maskirovka mais uma vez desempenhou seu papel, tentando fazer crer em um ataque mais ao sul, enquanto as unidades na Bielorrússia recolhiam-se na defensiva. O assalto soviético começou em 22 de junho. Em uma semana, foram destruídos três quartos do 3.º Grupo Panzer; o 4.º Exército foi quase completamente aniquilado entre Orcha e o rio Berezina, e depois no bolsão de Minsk; o 9.º Exército foi batido nos bolsões de Bobruisk e Minsk. Nesse episódio os soviéticos fizeram 57,6 mil prisioneiros alemães, incluindo dezenove generais, que em julho foram exibidos no desfile dos prisioneiros de guerra alemães em Moscou. O reagrupamento do exército alemão se deu por trás do rio Neman, por fim esgotando a logística soviética.
Em 8 de julho Stalin confiou a Júkov a coordenação da Primeira Frente Bielorrussa e da Primeira Frente Ucraniana, encarregadas de avançar até Lublin e o Vístula, e no dia 9 reuniu na datcha de Kuntsevo Júkov e os membros do futuro Comitê Polonês de Libertação Nacional. No dia 11 Júkov se juntou a seu Estado-Maior em Lutsk, entre as duas frentes. A Primeira Frente Ucraniana, comandada por Konev, atacou na Galícia, a partir de 13 de julho, mas as reservas do Grupo de Exércitos Norte da Ucrânia contra-atacaram efetivamente. Mesmo assim, Lviv e Przemyśl foram conquistadas em 27 de julho, e Sandomir em 18 de agosto. A ala esquerda da Primeira Frente Bielorrussa também atacou em 18 de julho e imediatamente perfurou as linhas inimigas, permitindo ao 2.º Exército de Tanques da Guarda introduzir-se. Lublin foi conquistada em 25 de julho, o rio Bug foi atravessado, e duas cabeças de ponte foram instaladas na margem esquerda do Vístula. O 2.º Exército de Tanques da Guarda avançou para o norte, ameaçando a retaguarda do 2.º Exército alemão, mas, devido à uma falta de gasolina entre 1 e 4 de agosto, acabou cercado a nordeste de Varsóvia e quase totalmente destruído por cinco Panzerdivisionen. Por sua contribuição nas operações Bagration e Lviv-Sandomir, Júkov recebeu em 29 de julho sua segunda estrela de Herói da União Soviética.
Em 5 de setembro a União Soviética declarou guerra à Bulgária, e no dia 8 Júkov foi enviado para perto da Terceira Frente Ucraniana, que se encontrava junto à fronteira romeno-búlgara. Na noite do dia 8 de agosto, um golpe de Estado derrubou o governo em Sófia. O novo governo assinou imediatamente um armistício com os soviéticos, e estabeleceu a República Popular da Bulgária. Em 12 de setembro Júkov voltou a Moscou, antes de passar o mês de outubro na Polônia.

### Ofensiva no Vístula-Oder (1945)
Em 1 de novembro de 1944 Júkov participou de reuniões do Estado-Maior General, a fim de discutir operações para concluir a guerra: atacar nos Países Bálticos e na Hungria, a fim de comprometer o máximo de tropas alemãs, enquanto uma ofensiva decisiva se concentraria no eixo Varsóvia-Berlim. Em 29 de outubro Stalin informou Júkov e Vassilevski que as dez frentes soviéticas seriam geridas diretamente por ele, e que portanto a função de "representante da Stavka" não era mais necessária. Stalin acreditava que os comandantes poderiam cooperar melhor dessa forma, e buscava se beneficiar pessoalmente do prestígio que traria a vitória final. Em 11 de novembro ele nomeou Júkov responsável pela Primeira Frente Bielorrussa, em lugar de Rokossovski, que foi transferido para a Segunda Frente Bielorrussa. A Primeira Frente estava direcionada a Berlim, e o marechal polaco devia dar lugar ao marechal russo. Isso acaba por terminar as boas relações entre os dois militares.
Em 14 de novembro Júkov chegou em Siedlce, junto ao Estado-Maior da Primeira Frente Bielorrussa. Essa frente era o peso-pesado do Exército Vermelho, e em janeiro de 1945 contava com cerca de um milhão de combatentes, agrupados em dez exércitos (dois de tanques), sete corpos blindados ou mecanizados, 63 divisões de infantaria independentes e um exército aéreo. Sua missão era avançar sobre Łódź, Posnânia, Francoforte do Óder e Berlim. Em seu flanco direito, a Segunda Frente Bielorrussa devia conquistar Danzigue, e a Pomerânia Oriental até Stetino. Em seu flanco esquerdo, a Primeira Frente Ucraniana movia-se no eixo Cracóvia - Breslávia - Dresden. Contudo, a ofensiva teve de esperar que a logística soviética fornecesse às suas unidades combustível, munição, equipamento e alimentos, o que implicava refazer ferrovias, estradas e pontes na Bielorrússia, destruídas pelos alemães em retirada, para então acumular estoques nas três cabeças de ponte a oeste do Vístula. Além disso, cabia treinar recrutas, preparar equipes e coletar inteligência, o que levou a mais atrasos. Em 8 de dezembro de 1944 Stalin fez circular a todos os generais e marechais soviéticos uma diretiva do Comando Supremo, em que cancelava "as ordens [...] emitidas pelo vice-ministro da Defesa, camarada Júkov, para a validação do manual de DCA". Nessa instrução, Stalin ordena "ao marechal Júkov que não se permita qualquer precipitação quando tiver que tomar decisões sérias". Desde pelo menos o final de 1944, quando anunciara seus "dez golpes", Stalin vinha buscando apropriar-se do mérito pela melhoria da situação soviética na guerra, e a partir dessa época ele passou a montar um dossiê contra Júkov, temeroso de que este viesse a lhe lançar sombra e precisasse ser neutralizado.

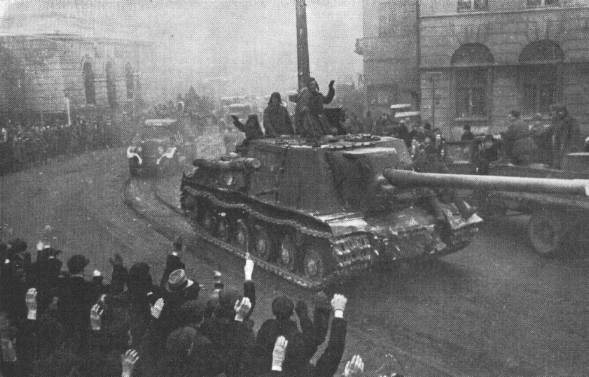
Tropas soviéticas entram na cidade de Łódź, guiadas por um canhão automotor ISU-152 (janeiro de 1945)

Os ataques por fim foram lançados em ondas: as tropas de Konev no dia 12 de janeiro, as de Júkov e de Rokossovski no dia 14 de manhã. A Primeira Frente Bielorrussa atacou com cinco exércitos: no oeste da Polônia, as duas primeiras linhas alemãs foram evisceradas pela preparação de artilharia soviética (meio milhão de obuses e foguetes de Katiusha sobre dezesseis quilômetros de largura e sete quilômetros de profundidade, totalizando 5.540 toneladas entregues em 25 minutos). Júkov se encontrava junto ao comando do 5.º Exército de Choque, em companhia do chefe do 2.º Exército de Tanques da Guarda, e decidiu que no dia seguinte lançaria os dois exércitos de blindados ao ataque. O contra-ataque de duas divisões Panzer durante a tarde atrasou a estréia do 1.º Exército de Tanques da Guarda, mas mais ao norte dois exércitos (incluindo o 1.º Exército polonês) atacaram buscando avançar até Varsóvia. Na noite do dia 15 os dois exércitos de blindados atravessam as linhas inimigas, e as tropas buscaram ampliar a brecha para cem quilômetros de largura, juntando-se a outras tropas vindas do sul e cercando duas divisões alemãs em retirada.
No dia 16 Varsóvia, ameaçada de cerco, foi evacuada pelos alemães. Júkov ordenou às tropas que avançassem, e os soviéticos deixaram para trás muitos bolsões sob controle alemão. Eles liberaram Łódź, no dia 18; Posnânia, no dia 22; Bromberg, no dia 24 (dez dias antes do previsto); e o rio Oder foi atingido no dia 31, ao norte de Kostrzyn nad Odra. As tropas de Júkov param antes a apenas oitenta quilômetros de Berlim (uma viagem de uma hora pela Reichsstraße 1). As razões da paralisação soviética, que durou dois meses e meio, são objeto de debate entre historiadores. Vários elementos explicam esta medida: primeiro, a 1.ª Frente da Bielorrússia era ameaçada em seu flanco direito, pois a 2.ª Frente da Bielorrússia (Rokossovski) havia sido parada antes de Elbing e Graudenz. Para proteger-se contra uma contraofensiva vinda da Pomerânia, Júkov destacara quatro exércitos, que lhe faziam falta no Oder. Depois, a logística carecia de preparos, e caminhões com combustível e munição deviam percorrer de quinhentos a seiscentos quilômetros em terreno em degelo. Finalmente, grande parte das forças soviéticas estava fora de controle, empenhando-se em pilhagens e estupros em massa desde a sua entrada em território alemão: levou tempo para que Júkov e seus generais retomassem o controle sobre as tropas.

### Seelow (1945)
Em fevereiro e março de 1945 os alemães lançaram ataques contra as cabeças de ponte de ambos os lados de Küstrin, a maioria da atividade da Luftwaffe concentrando-se em caminhões e pontes a leste do Oder (incluindo trinta missões suicidas). Simultaneamente, desde 15 de fevereiro foi lançada na Pomerânia a Operação Solstício, uma contra-ofensiva que falhou dias depois. Em 1 de março Júkov lançou ao ataque suas tropas ao leste, introduzido em seguida, pela brecha de duzentos quilômetros, duas unidades: o 2.º Exército de Tanques da Guarda rumou para a Ilha Wolin e Estetino; e o 1.º Exército de Tanques da Guarda dirigiu-se para o Báltico, perto de Colberga, para então seguir ao longo da costa para Gottenhafen e Danzigue. As cidades cercadas caem uma a uma: Schneidemühl em 14 de fevereiro, Colberga no dia 17, Posen no dia 23; Gottenhafen em 28 de março e Küstrin no dia 29; Glogau em 1 de abril e Estetino no dia 26.

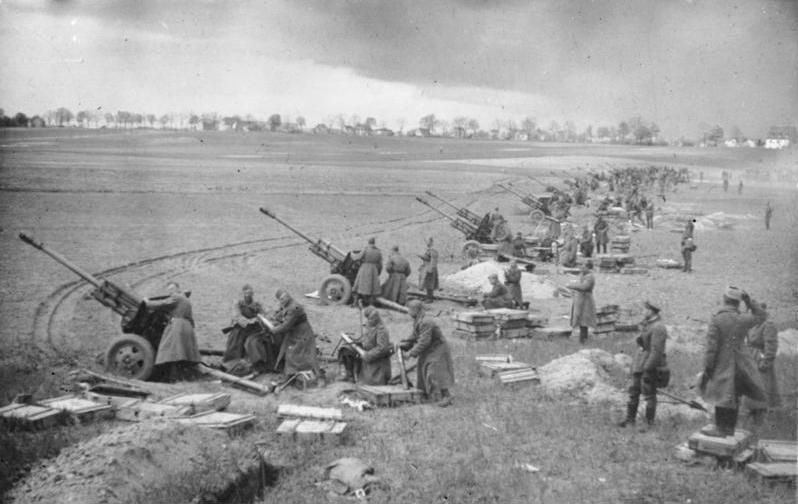
Artilharia soviética bombardeando posições alemãs durante a Batalha de Seelow (abril de 1945)

Em 30 de março, observando o progresso dos Aliados ocidentais no oeste, Júkov e Stalin discutiram o ataque a Berlim, definindo que ele ocorreria "em duas semanas, no mais tardar". Durante a reunião de 1 de abril de 1945, com Júkov e Konev, Stalin traçou no mapa a fronteira entre as duas frentes até cerca de cem quilômetros de Berlim, pondo assim os dois marechais em concorrência para tomar a capital alemã. De acordo com Chtemenko, Stalin teria acrescentado: "O primeiro dos dois a passar [as defesas alemãs] tomará Berlim". Esse episódio é a culminação de uma rivalidade que desde 1941 vinha sendo encorajada por Stalin, e Júkov encontrava-se em desvantagem, carecendo reagrupar suas forças e supri-las, o que envolvia reconstruir ferrovias.
De 5 a 7 de abril ele reuniu os líderes de suas tropas para planejar o ataque a Berlim, e o plano resultante previa um ataque frontal a partir da margem esquerda do Oder. O ataque ocorreria à noite, duas horas antes do amanhecer, iluminado por 143 holofotes anti-aéreos. Quatro exércitos se deslocariam para o norte de Berlim, junto ao rio Elba; o 2.º Exército de Tanques da Guarda entraria na cidade pelos subúrbios do nordeste; dois exércitos (5,º de Choque e 8.º da Guarda) pelo leste de Berlim; o 1.º Exército de Tanques da Guarda pelos subúrbios do sul; e dois exércitos (69,º e 33,º) avançariam para Zossen, apoiados por três exércitos da 1.ª Frente Ucraniana (3.º Exército da Guarda, e 3,º e 4,º Exércitos de Tanques da Guarda) e chegariam a Potsdam e Brandenburgo, no sudoeste.
Para chegar a Berlim era preciso conquistar as colinas de Seelow no primeiro dia e os subúrbios berlinenses no quarto dia, e cercar a cidade no sexto dia. O 9.º Exército alemão os opunha, reconstruído com recursos da reserva (Volkssturm, cadetes, membros da Juventude Hitlerista, convalescentes da Reichsarbeitsdienst, dentre outros) e liderado pelo general Theodor Busse. A superioridade soviética era de seis para um, em carros; de sete para um, em infantaria; de dez para um, em aviação; e de onze para um, em artilheria.
Um reconhecimento foi realizado em 14 e 15 de abril de 1945, e, no dia 16 às 4h, Júkov lançou a Primeira Frente Bielorrussa ao ataque, precedida de uma enorme preparação de artilharia que durou trinta minutos (mais de quinze mil bocas de fogo, mas ineficazes porque as duas primeiras linhas alemãs haviam sido evacuadas durante a noite), e levantou uma nuvem poeira que dificultaria a visibilidade durante a operação. As tropas terminaram encalhadas em um vale pantanoso e coberto de minas terrestres, no sopé das colinas de Seelow, de onde a terceira linha alemã atirava com baterias anti-tanques. Por volta do meio-dia, Stalin anunciou a Júkov que Konev o havia ultrapassado no sul do rio Neisse. Júkov decidiu então utilizar o 1.º Exército de Tanques da Guarda, mas isso resultou em um enorme engarrafamento com as unidades do 8.º Exército da Guarda. O ataque consumiu muitos obuses e as baixas foram pesadas, mas os soviéticos avançaram. À noite, Júkov contatou Stalin e este informou-o que ordenaria a Konev atacar Berlim pelo sul. O ataque de Júkov foi retomado em 17 de abril, e Seelow foi tomada. No dia 18 Konev atacou Berlim pelo sul, encontrando dificuldades. As tropas de Júkov rapidamente tomaram Münchberg e avançaram rumo a Berlim.

### A conquista de Berlim (1945)

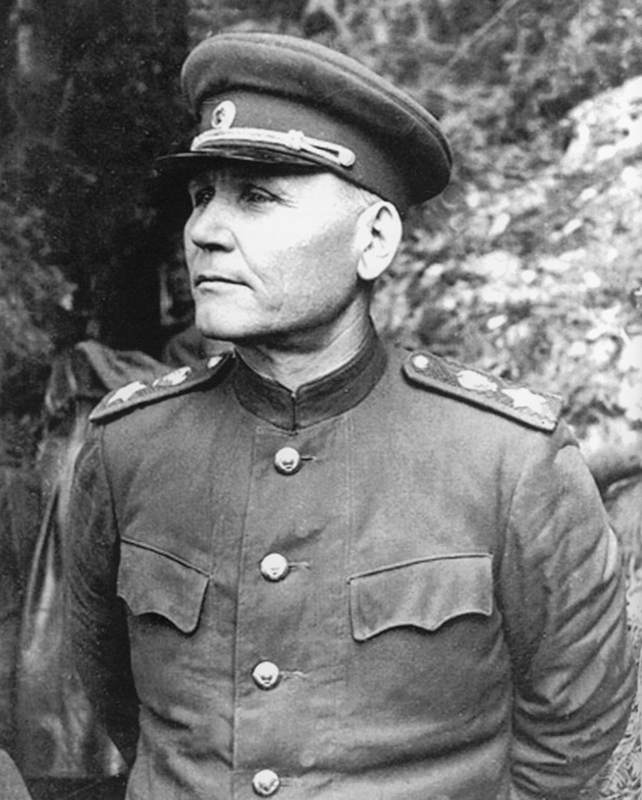
Ivan Konev disputou com Júkov a distinção de libertar Berlim

Em 20 de abril de 1945, às 19h45min, o líder da Primeira Primeira Frente Ucraniana escreveu a seus dois exércitos de tanques (3.º e 4.º da Guarda): "As tropas do marechal Júkov estão a dez quilômetros do leste de Berlim. Eu ordeno que vocês sejam os primeiros a entrar em Berlim, nesta noite. Mantenham-me informado da execução. [assinado] Konev". Às 21h50min do mesmo dia, o líder da Primeira Frente Bielorrussa enviou um telex aos seus dois exércitos de tanques (1.º e 2.º da Guarda), comandando: "O Exército de Tanques recebeu a missão histórica de entrar primeiro em Berlim e içar a bandeira da vitória. Eu me responsabilizo pessoalmente pela execução e organização. Mande a melhor brigada de cada corpo [de exército] para Berlim, e atribua-lhes a missão de estar, a todo custo, às beiras de Berlim no dia 21 de abril às 4h da tarde. Aguardarei receber um relatório imediato, para poder anunciar o evento ao camarada Stalin e publicá-lo pela imprensa. [assinado] Júkov". Assim, embora nenhuma das ordens fosse viável naquela noite, a corrida pelo Reichstag estava lançada.
A realidade do teatro de batalha, contudo, logo se impôs, e Júkov modificou seu plano: o 61.º Exército protegeria o flanco direito, alinhando-se ao longo do canal ligando o Havel ao Oder; o 1.º Exército polonês avançaria para Oranienburg; o 47.º Exército evitaria Berlim e seguiria para Potsdam; o 2.º Exército de Tanques da Guarda entraria na parte norte de Berlim, pelo distrito de Pankow; o 3.º Exército de Choque entraria no nordeste, por Weissensee; o 5.º Exército de Choque invadiria o leste de Berlim, por Karlshorst e pela avenida Frankfurter Allee; o 1.º Exército de Tanques da Guarda e o 8.º Exército da Guarda desceriam pela Reichsstraße 1 e cruzariam o Spree e o Dahme, para então cercar todo o sul de Berlim; os 3.º, 69.º e 33.º exércitos cercariam as tropas em fuga do 9.º Exército alemão.
Em 21 de abril os exércitos de Júkov entram na Grande Berlin pelo norte e pelo nordeste; e no dia seguinte os de Konev fizeram o mesmo, no sul. Embora teoricamente a coordenação entre ambos fosse assegurada pela Stavka, na prática elas combatiam independentemente. No dia 23 o 8.º Exército da Guarda, comandado por Chuikov, penetrou nos subúrbios orientais de Berlim, enquanto os tanques do 3.º Exército da Guarda foram parados no Canal Teltow. No dia 24 esses dois exércitos reuniram-se perto de Berlim, no Aeroporto de Schönefeld, e à noite Chuikov recebeu um telefonema de Júkov questionando-o sobre o avanço das tropas de Konev e ordenando-lhe que monitorasse o seu movimento. Na noite de 24 a 25 Stalin mudou o limite entre as frentes de Júkov e Konev, e a região do Reichstag passou a ser uma extensão do setor Konev.

No dia 25 as tropas de Júkov pretendiam conquistar Brandemburgo, mas Konev antecipou-se, lá chegando na manhã desse dia. Ainda em 25 de abril, Júkov ordenou que o 8.º Exército da Guarda e o 1.º Exército de Tanques da Guarda atacassem pelo noroeste, através do distrito de Tempelhof-Schöneberg, cortando a rota de Konev. Na manhã do dia 26 Chuikov tomou a estação de Papestraße e o trecho mais à oeste do anel rodoviário que circunda Berlim. No mesmo dia o 9.º Corpo Mecanizado (subordinado ao 3.º Exército de Tanques da Guarda) de Konev foi bombardeado por aeronaves soviéticas que não conseguiam identifica-lo. A noroeste, o 2.º Exército de Tanques da Guarda chegou ao distrito de Siemensstadt, que ele levaria quatro dias para conquistar. Na tarde do dia 25 Júkov anunciou a Stalin que suas unidades haviam alcançado a Alexanderplatz, no centro da cidade. No dia 26 os homens de Chuikov chegam à fronteira com o Landwehrkanal, continuando pelo noroeste para a região em que combatia o 9.º Corpo Mecanizado, no distrito de Schöneberg. Ali o 8.º Exército da Guarda foi vítima de fogo fratricida: no dia 28, no início da manhã, metade da preparação da artilharia do 3.º Exército de Tanques caiu sobre os homens de Chuikov.

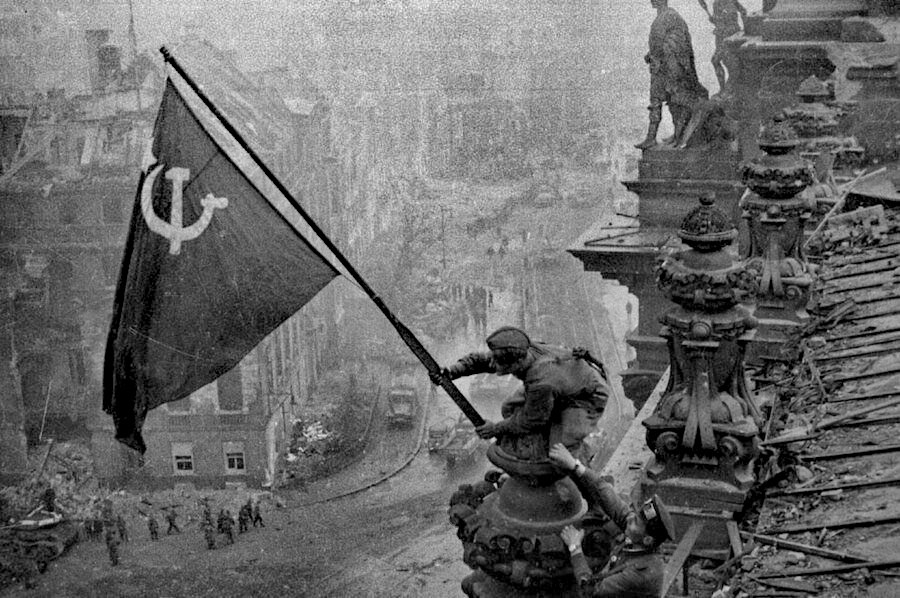
A fotografia "A bandeira vermelha sobre o Reichstag". Tomada em 2 de maio de 1945, no telhado do Reichstag, ela se tornou símbolo do fim da Batalha de Berlim e da queda do Terceiro Reich

 No dia 28 de abril às 20h45min Konev pediu a Júkov que desviasse a marcha de Chuikov; Júkov não respondeu, mas enviou um relatório a Stalin às 22h, reclamando do "ataque de Konev sobre as costas do 8.º Exército da Guarda e do 1.º Exército de Tanques da Guarda", que teria levado à desordem e afetado a capacidade de ataque de ambos. Júkov pediu então a Stalin que estabelecesse "um limite entre as tropas das duas frentes". Às 21h20min do dia 28 a Stavka anunciou que a nova fronteira entre os dois passaria pela estação Tempelhof, pela praça Victoria-Louise, depois pelas estações Savignyplatz, Charlottenburg e Westkreuz, excluindo Konev do distrito de Tiergarten.
Em 29 de abril a competição pela conquista do Reichstag começou a se definir a favor de Júkov, com o 3.º Exército de Choque, que chegava do norte, e o 8.º Exército da Guarda, que vinha do sul. O primeiro foi parado na ponte Moltke, e o segundo na sede da Gestapo, mas em 30 de abril às 22h40 uma bandeira vermelha foi plantada no frontão do Reichstag, por homens da 150.ª Divisão de Fuzileiros (do 39.º Corpo do 3.º Exército de Choque). Imagens foram amplamente difundidas em todo o mundo como prova da conquista de Berlim, embora a batalha nos arredores do Reichstag tenha continuado até o dia 2 de maio às 13h.

### As capitulações alemãs (1945)
Em 30 de abril de 1945, por rádio, a Chancelaria do Reich pediu um cessar-fogo para negociar. No dia 1 de maio às 3h50min o general Hans Krebs (Chefe de Gabinete do Oberkommando des Heeres) reuniu-se com o Estado-Maior do 8.º Exército da Guarda, que recebera de Júkov autorização para negociar. Krebs anunciou-lhes a morte de Adolf Hitler, e propôs negociarem a paz. Júkov telefonou Stalin, informando-o imediatamente da situação e que, segundo Krebs, o cadáver de Hitler havia sido queimado. Stalin respondeu que "não haverá negociações, salvo nos termos de uma rendição incondicional, seja com Krebs ou com qualquer outro membro do bando de Hitler". Krebs foi então escoltado de volta, e o combate reiniciou às 10h40min. Na manhã do 2 de maio o general Helmuth Weidling apresentou a Chuikov e Sokolovski a capitulação do que restara da guarnição de Berlim; o cessar-fogo foi marcado para as 13h. Na parte da tarde Júkov foi à Chancelaria, onde a SMERSH lhe proibiu o acesso ao Führerbunker e seu jardim (eles encontraram os restos do cadáver de Hitler no dia 5, e secretamente os evacuaram). Júkov assistiu ao interrogatório de Hans Fritzsche, contando os últimos dias de Hitler e do comando alemão. Em Moscou, 24 salvas foram atiradas por 324 canhões, em honra das duas frentes que tomaram a capital adversária. Em 3 de maio Júkov visitou as ruínas do Reichstag, gravando seu nome em uma das colunas (no meio de outras centenas). Em 7 de maio Stalin anunciou-lhe por telefone a rendição alemã em Reims, no Quartel General Supremo das Forças Expedicionárias Aliadas, argumentando que era inválido: "O peso da guerra recaiu sobre os ombros do povo soviético [...]. A capitulação deve, portanto, ser assinada diante do comando de todos os países da coalizão anti-Hitler". O ditador disse que o documento de Reims podia ser aceito como um protocolo preliminar, e ordenou que o ato de rendição, dessa vez do Estado alemão, fosse assinado em Berlim, capital do país vencido.
Em 8 de maio de 1945, no prédio que abrigara os oficiais da escola de Karlshorst e no qual se instalara a administração militar soviética, Júkov recebeu as delegações britânica, americana e francesa. Por volta da meia-noite foi a vez da delegação alemã. Wilhelm Keitel cumprimentou a todos com seu bastão de marechal, e dirigiu-se a Júkov, que abriu a sessão e perguntou a Keitel em russo: "Você tem plenos poderes para assinar o ato de rendição em nome da Alemanha?". Depois de obter uma resposta afirmativa, Júkov leu em voz alta o texto do ato, e passou-se para a sua assinatura em nove cópias (três em russo, três em inglês e três em alemão). A partir das 0h21min assinaram o marechal Keitel, o almirante Hans-Georg von Friedeburg e o general Hans-Jürgen Stumpff (para a Alemanha), e, abaixo, o marechal Júkov (para a URSS) e o marechal-do-ar Arthur Tedder (para os Aliados ocidentais). Um militar americano e um francês assinam como testemunhas. Depois que os alemães partiram, Júkov e seus generais felicitaram-se alegremente; Júkov dirigiu-se aos seus compatriotas, evocando os mortos, e depois houve um grande banquete.

## Pós-guerra

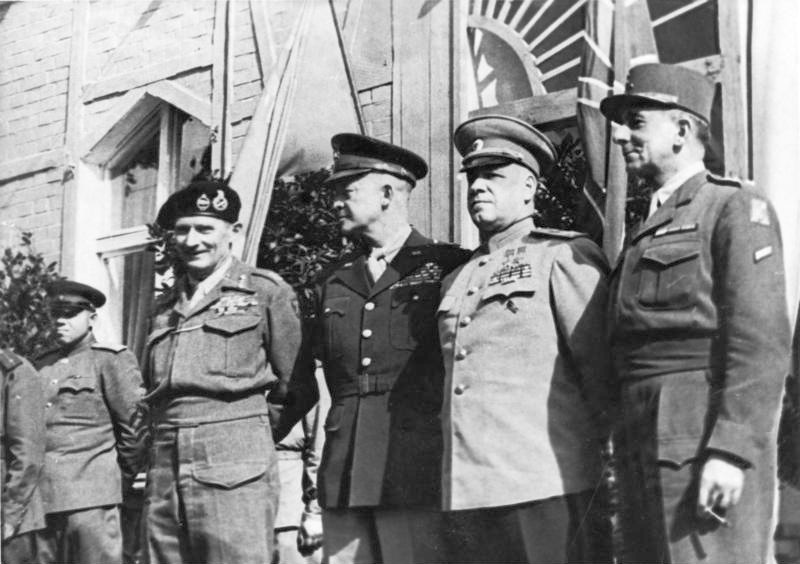
Os líderes militares Aliados na recém capturada Berlim, em frente ao Portão de Brandeburgo. À frente, da esquerda para a direita: Montgomery, Eisenhower, Júkov e De Lattre (5 de junho de 1945)

Júkov retornou a Moscou em 19 de maio de 1945, e foi convidado para jantar no Kremlin com os demais marechais e líderes do partido. Stalin dedicou o primeiro brinde aos "grandes capitães da guerra", com Júkov na liderança.
Em 31 de maio, Stalin nomeou Júkov representante da URSS para o Conselho de Controle Aliado, o órgão responsável por gerir zonas ocupadas pelos Aliados na Alemanha. Em 1 de junho ele foi feito pela terceira vez Herói da União Soviética, pela captura da capital adversária. A primeira reunião do Conselho de Controle Aliado foi realizada em Berlim em 5 de junho, com Dwight Eisenhower, Bernard Montgomery e Jean de Lattre de Tassigny, os outros três comandantes-em-chefe dos exércitos da ocupação, episódio em que assinam uma declaração conjunta.

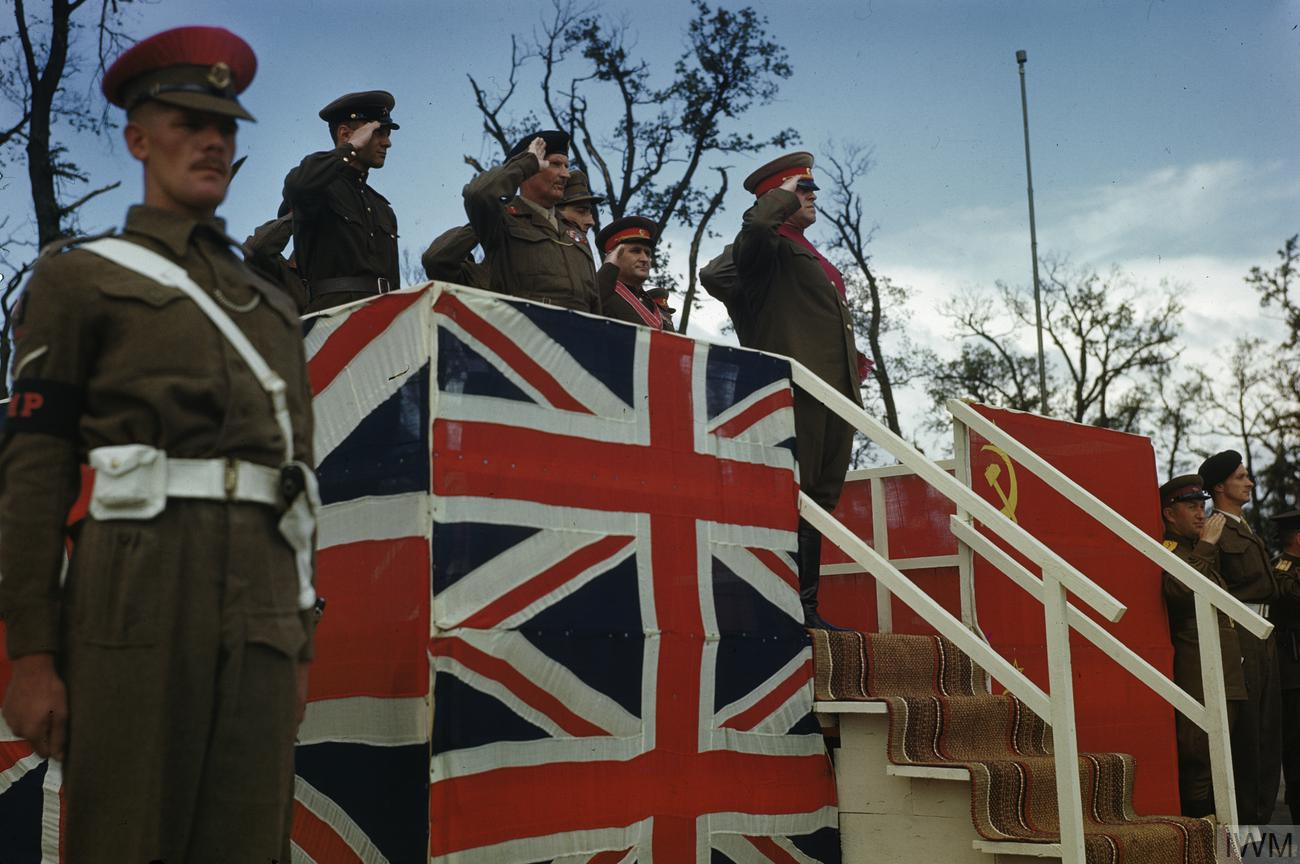
Júkov e Montgomery, durante a entrega da faixa de Grã-Cruz da Ordem do Banho (12 de julho de 1945). Júkov recebeu numerosas honrarias estrangeiras por seu papel na guerra

Em 7 de junho Harry Hopkins, assessor diplomático dos presidentes americanos Roosevelt e Truman, esteve em Berlim e reuniu-se com Júkov. Ele lhe anunciou a realização próxima de uma conferência aliada na capital ocupada, que efetivamente ocorreu em Potsdam por recomendação de Júkov, mas sem a sua presença. Mais tarde, no dia 7 Júkov deu uma entrevista coletiva em sua residência, à beira do Wannsee. O correspondente do The Sunday Times perguntou-lhe o que achava da declaração alemã de que ele aprendera a arte militar da Wehrmacht, ao que Júkov respondeu: "Deixe os alemães dizerem o que querem. [...] sempre considerei, e ainda considero, que nossa arte operativa é superior à alemã. Esta guerra acaba de prová-lo incontestavelmente". Em 10 de junho Júkov foi recebido na sede americana em Frankfurt, iniciando uma amizade com Eisenhower que se estenderia por muitos anos. Este, celebrou-o durante o brinde: "A nenhum homem as Nações Unidas devem mais do que ao marechal Júkov".

### Apoteose

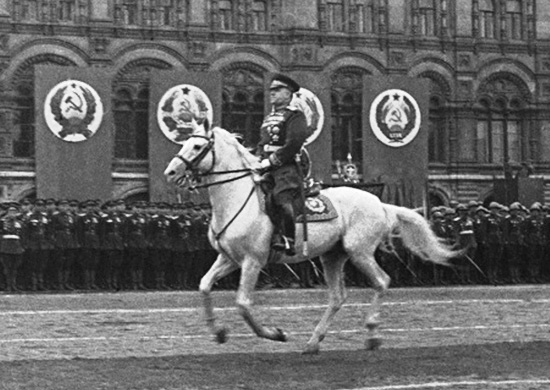
Júkov foi o principal honrado no desfile da vitória de 24 de junho de 1945, em Moscou

Júkov foi convocado por Stalin em 18 ou 19 de junho, e este lhe anunciou que o havia escolhido para inspecionar a grande parada militar que era preparada em Moscou, e portanto como o principal homenageado do evento. Mais tarde autores descreveriam esse episódio como o principal momento de glória da carreira de Júkov.
Em 24 de junho de 1945, precisamente às 10h, Júkov saiu a cavalo do portão da Torre de Spasskaia, no Kremlin, seguido pelo major-general Piotr Zelenski, e então atravessou metade da Praça Vermelha a galope, enquanto 1400 músicos tocavam Seja Glorificado de Mikhail Glinka. Ao pé do Mausoléu de Lenin, o marechal Rokossovski e o tenente-coronel Klikov, em dois cavalos negros, o saudaram. O quarteto então revisou os destacamentos militares, que por sua vez também lhes saudaram. Júkov então desmontou, foi até a plataforma, e fez seu discurso, que terminou dizendo:
"Se nós vencemos, é porque fomos guiados pelo nosso grande vojd, pelo nosso incrível capitão, o marechal da União Soviética Stalin! Glória ao nosso povo soviético, ao povo libertador! Glória ao inspirador e organizador da nossa vitória, ao grande Partido de Lenin e Stalin! Glória ao nosso vojd, ao sábio capitão, marechal da União Soviética, o grande Stalin! Hurra!"
Em 2 de agosto o embaixador norte-americano apresentou a Júkov um convite de Truman para visitá-lo nos Estados Unidos. De 11 a 17 de agosto Eisenhower visitou Moscou e Leningrado e encontrou-se com Stalin, e, devido à sua amizade com Júkov, este foi destacado para acompanhá-lo. Dias depois de retornar ao seu país, Eisenhower escreveu a Júkov reiterando o convite para visitar os EUA, mas em outubro recebeu uma amável recusa. Júkov alegou motivos de saúde e excesso de trabalho, mas suas razões eram realmente políticas, sobretudo o gradual desgaste das relações americano-soviéticas.

### Marginalização
No final do outono de 1945 Josef Stalin levou a cabo uma espécie de "expurgo suave", mirando seus colaboradores que haviam conquistado muito poder e prestígio. A popularidade de Júkov, em particular, se aproximava da de Stalin. O primeiro a pagar o preço foi Viatcheslav Molotov, que fez sua autocrítica no início de dezembro de 1945. Então foi a vez de Lavrenti Beria, que perdeu sua posição de Ministro do Interior em 29 de dezembro de 1945. Contra Gueorgui Malenkov e Gueorgi Júkov, Stalin confiou à MGB (que mais tarde daria lugar à KGB), a tarefa de estabelecer uma acusação. O marechal-do-ar Sergei Khudiakov foi preso em 14 de dezembro de 1945 e, sob tortura, confessou ser um espião britânico e denunciou como cúmplices Alexander Repine e o Alexei Shakhurin. Os dois últimos, presos em 8 de abril de 1946, denunciaram o marechal-comandante Alexander Nóvikov, chefe da aviação soviética. Preso em 23 de abril, e, torturado e ameaçado, Nóvikov denunciou 74 pessoas, dentre as quais Malenkov e Júkov. Malenkov perdeu o Secretariado do Comitê Central do Partido, em 4 de maio de 1946, enquanto Júkov foi chamado de volta a Moscou no início de março de 1946, para assumir o cargo de Comandante-em-Chefe das Forças terrestres soviéticas.
Em 1 de junho de 1946, no início de uma reunião do Conselho Superior Militar, Stalin ordenou que Sergei Chtemenko (então vice-chefe do Estado-Maior General) lesse diante dos membros do Politburo a confissão de Novikov, denunciando o comportamento de Júkov e sua auto-glorificação pelas vitórias na guerra. Stalin então pediu que ele se justificasse, e anunciou sua desgraça. A diretriz de 9 de junho de 1946, assinada pelo Conselho Superior, menospreza o papel de Júkov em todas as batalhas da guerra. Em 2 de junho de 1946 Júkov passou de Comandante das Forças Terrestres Soviéticas para o posto inferior de comandante do Distrito Militar de Odessa.

#### Odessa
Júkov assumiu o seu novo posto em 13 de junho, e passou a inspecionar, fortalecer a disciplina e organizar manobras militares com fogo real. Na sequência ele viajou a lazer com sua esposa e as filhas, enquanto continuava seu relacionamento com sua amante Lida Zakharova.
Em 1946 a cidade de Odessa, em ruínas e a população faminta, enfrentava uma onda sem precedentes de crime, controlada principalmente por uma organização chamada Gato Negro, que assumira controle dos armazéns e trens militares da região. A fim de subjugar essa milícia, Júkov montou a operação Maskarad, na qual pequenos grupos de militares, disfarçados de civis, foram espalhados pela cidade para derrubar os criminosos. Em poucos meses o crime no distrito de Odessa caiu significativamente, segundo um relatório enviado a Stalin.
Em paralelo, Júkov continuava na mira do vojd. Em 23 de agosto de 1946 Nikolai Bulganin, o Ministro-Adjunto da Defesa, informou Stalin que funcionários aduaneiros haviam apreendido sete carros carregados com 194 móveis pertencentes ao marechal, provenientes da Alemanha. Em 21 de julho de 1947 Júkov recebeu uma reprimenda pública por ter condecorado a cantora Lidia Ruslanova com a Ordem da Guerra Patriótica.

#### Acusação de pilhagem
No início de 1948 Stalin autorizou buscas na casa de Júkov e na sua datcha. Um relatório da MGB informou que haviam sido apreendidos numerosos artigos saqueados na Alemanha, e descreveu sua datcha como um museu: dezenas de relógios de ouro, pinturas, peças de pele, tapeçarias; centenas de talheres de prata; lotes de tecidos de veludo e seda, armas e livros preciosos. Em 20 de janeiro de 1948 o Politburo emitiu uma resolução contra Júkov, acusando-o de ter cometido "erros que desonram o título de membro do Partido e comandante do Exército Soviético" e definindo-o como "um homem degradado do ponto de vista político e moral". O mesmo documento anunciou sua demissão do comando do Distrito Militar de Odessa, e que ele entregaria ao Estado todos os bens dos quais ele teria se apropriado ilegalmente. Existe consenso, dentre os historiadores, de que as acusações contra Júkov foram motivadas por razões políticas.
Em 4 de fevereiro de 1948 Júkov foi notificado de seu apontamento como chefe do pequeno Distrito Militar dos Urais. O Pravda não mencionou o seu nome durante o aniversário da Vitória, e seus amigos e colaboradores também foram afetados. Seu motorista foi aposentado em janeiro de 1948, e preso em 27 de abril de 1950, acusado de ser um espião da CIA. Outros, foram torturados. A cantora Lidia Ruslanova e seu marido foram presos em 18 de setembro e sentenciados a trabalhos forçados. O coronel-general Vassili Gordov e o chefe de seu Estado-Maior foram presos em 12 de janeiro de 1947, e fuzilados em agosto de 1950 por terem defendido Júkov e criticado Stalin.

#### Exílio no Urais
Em 14 de fevereiro de 1948 Júkov foi transferido para Sverdlovsk, no que de fato constituía um exílio. Lá ele conheceu a médica militar Galina Alexandrovna Semionova, à época com 24 anos de idade, e que substituiu Lida Zakharova como sua amante. Em 19 de junho de 1957 Galina deu à luz uma filha, Maria Júkova.
O filme A Queda de Berlim, uma grande produção soviética lançada em janeiro de 1950, retrata Stalin como o único responsável pela liderança das forças soviéticas na guerra. Um ator no papel de Júkok aparece brevemente em algumas cenas. Nesse mesmo ano, Júkov foi autorizado a concorrer à eleição para o Soviete Supremo, tornando-se o representante de Sverdlovsk.

### Re-emergência

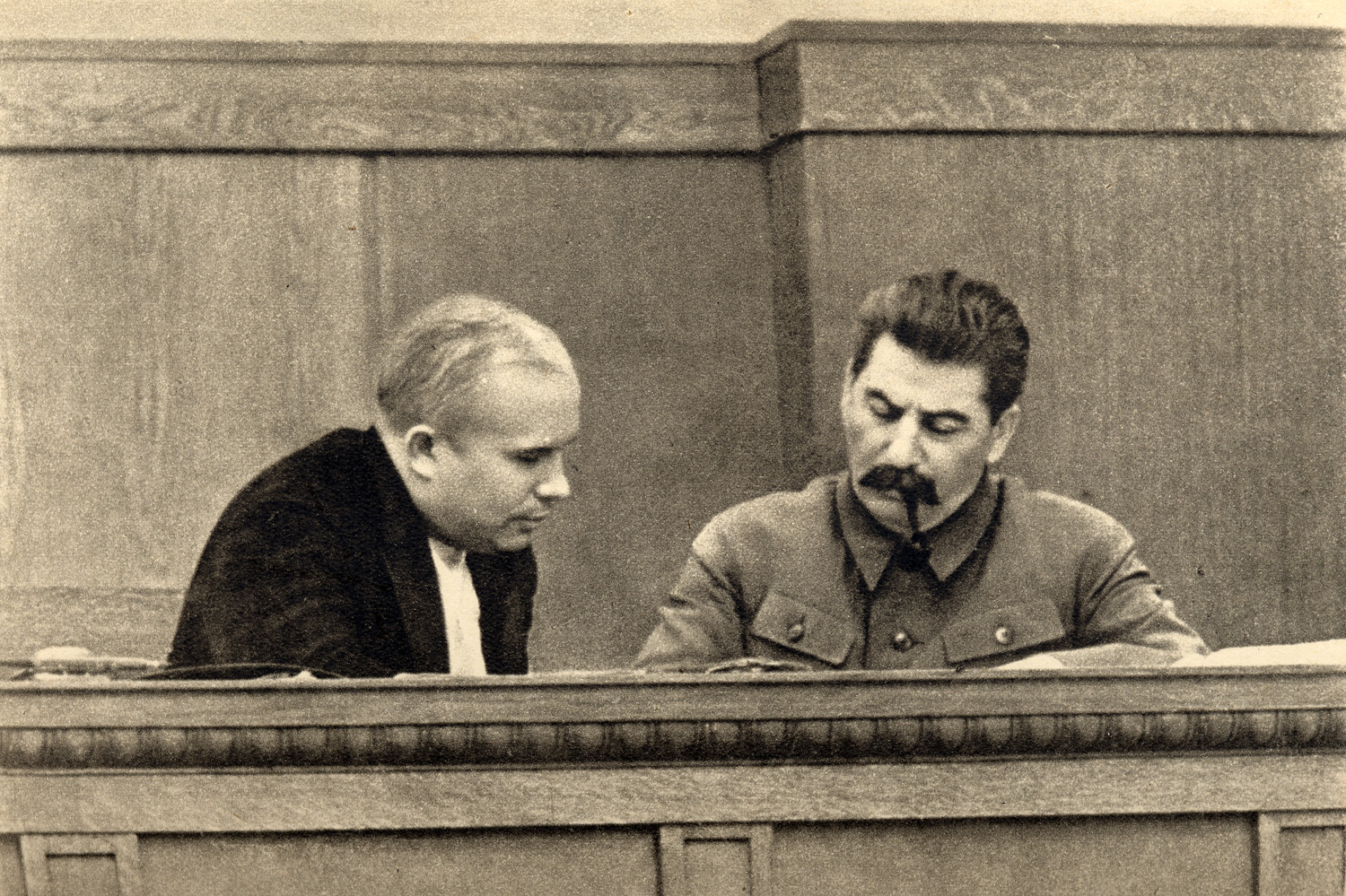
A morte de Stalin (direita), e a ascensão de Khrushchov (esquerda), permitiram a Júkov retornar à cena política

Em 3 de março de 1953 Bulganin, então vice-presidente do Conselho de Ministros da União Soviética, convocou Júkov a Moscou, em urgência e sem informar o motivo. Chegando no dia 5, ele participou de uma reunião do Comitê Central do Partido Comunista, durante a qual anunciou-se que Stalin estava sofrendo uma hemorragia cerebral e iria morrer. Um novo governo foi imediatamente formado: Malenkov tornou-se Presidente do Conselho de Ministros; Beria, Ministro da Segurança, compreendendo o MVD e o MGB; Khrushchov, Secretário do Comitê Central do Partido; Molotov, Ministro das Relações Exteriores; Anastas Mikoian, Ministro do Comércio Exterior; Bulganin, Ministro da Defesa, com Júkov, Vassilevski e Kuznetsov como assistentes. A morte de Stalin ocorreu às 21h50min, e foi anunciada no rádio a partir das 6h do dia seguinte. Em 9 de março Júkov fez parte da guarda de honra velando o corpo de Stalin.
Os ministros do novo governo temiam Beria, que detinha muito poder. Em junho de 1953, enquanto este último estava em Berlim Oriental, formou-se uma conspiração liderada por Khrushchov. De acordo com as memórias de Júkov, Bulganin convocou os cinco outros oficiais no escritório de Malenkov, que teria lhe dito que Beria se tornara um homem muito perigoso para o Partido e para o Estado. Júkov foi então encarregado de prende-lo. Em 26 de junho de 1953 ele abordou Beria durante uma reunião no Kremlin, acompanhado de dois outros generais armados com pistolas. Em suas palavras, "eu me aproximei rapidamente de Beria e disse-lhe em voz alta: Levante-se, Beria! Você está preso! Peguei-o pelos braços, levantei-os, procurei nos bolsos dele. Ele não estava armado". De acordo com Khrushchov e Malenkov, a prisão de Beria teria sido organizada por outros militares, que teriam convidado Júkov a participar. Em todo caso, Beria foi removido do Kremlin e levado para um abrigo, e, no dia seguinte, transferido para a sede do Distrito Militar de Moscou, sempre guardado por uma equipe de oficiais. Por ordem de Bulganin, tropas foram transferidas para Moscou, a fim de reforçar a segurança e desincentivar tentativas de libertar o prisioneiro, que acabou executado meses mais tarde.

#### Vice-Ministro da Defesa (1953-1955)
Júkov continuou como adjunto de Bulganin, e tornou-se membro efetivo do Comitê Central do Partido. Um busto seu foi instalado em Ugodski Zavod, a cidade próxima à sua aldeia natal, em 3 dezembro de 1953. Ele transferiu sua amante Galina Semionova para Moscou, conseguindo-lhe um posto no hospital militar Burdenko (ela era coronel do Corpo Médico).
O problema militar nesse momento girava em torno das armas nucleares, especialmente o seu uso tático, em um momento em que os EUA detinham um significativo avanço tecnológico. No outono de 1953 Júkov presenciou um exercício liderado por Ivan Konev, simulando um ataque nuclear. Os resultados foram inconclusivos quanto à adaptabilidade do pessoal e do equipamento a uma explosão atômica, e quanto à possibilidade de luta e comunicação em uma zona de radiação. Júkov organizou então a Operação Bola de Neve, que simulou o uso de uma arma nuclear para defender-se de um ataque. Um total de 44 mil homens foram mobilizados em Totskoie, no Oblast de Oremburgo. Em 14 dezembro de 1954 um Tupolev Tu-4 lançou uma bomba RDS-4, que explodiu às 9h34min, a 350 metros de altitude. Perto do meio dia, unidades mecanizadas devidamente equipadas foram movimentadas em campo, algumas até a quinhentos metros do epicentro. O exercício foi produtivo, e permitiu concluir que forças convencionais podem lutar em cenário de uso de armas nucleares: os veículos devem ser reforçados e realmente vedados, e as formações devem ser muito diluídas. Pouco tempo depois, o comando das forças nucleares passou do Ministério do Interior (Beria coordenara o projeto atômico soviético) para o da Defesa.

#### Ministro da Defesa (1955-1957)
Em janeiro de 1955 Khrushchov recebeu a renúncia de Malenkov, nomeando Bulganin presidente do Conselho de Ministros. Em 7 de fevereiro Júkov foi promovido a Ministro da Defesa; ao mesmo tempo, foi criado o Conselho Geral de Defesa da URSS, e Khrushchov tornou-se o líder supremo das forças armadas. Júkov apoiou Khrushchov na desestalinização, e durante o 20.º Congresso do Partido, em fevereiro de 1956, acusou Molotov de liderar os últimos stalinistas. Júkov apreciou o discurso secreto de Khrushchov sobre o culto da personalidade, e mais tarde foi acusado de ter escrito um relatório sobre o papel de Stalin na guerra. Na disputa pela liderança da URSS, seu apoio a Khrushchov foi decisivo.
Em maio de 1955 Júkov foi capa da Revista Time pela segunda vez. Como ministro, em junho ele restaurou a dotação financeira para condecorações militares, que Stalin havia abolido em 1948. Ele propôs em 1955 a construção de estátuas monumentais nas cidades-herói de Leningrado, Stalingrado, Sebastopol e Odessa. Murmansk e Kiev depois foram adicionadas à lista, com construções progressivas até a década de 1980. No mesmo ano Júkov restaurou os comandos individuais das forças terrestres, de aviação, marinhas e de defesa aérea, abolidos por Stalin em 1950. Ele também criou o cargo de Vice-Ministro da Defesa para Mísseis Estratégicos, confiado a Mitrofan Nedelin. Sob o seu ministério, Baikonur (1955) e Plesetsk (1957) foram selecionadas para a instalação de cosmódromos.

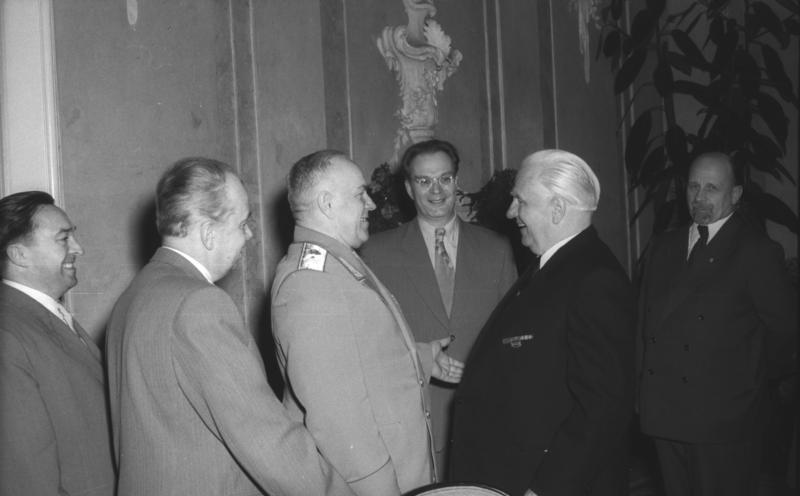
Uma delegação soviética, liderada pelo Ministro Júkov, é recebida pelo presidente da Alemanha Oriental, Wilhelm Pieck (6 de maio de 1955)

Júkov também chefiou a comissão, que, em abril de 1956, obteve do Comitê Central o fim das perseguições contra os 1,8 milhões de soldados soviéticos aprisionados pelos alemães, com o pagamento de seus soldos atrasados, e em janeiro 1957 conseguiu a reabilitação póstuma de Mikhail Tukhachevski e Dmitri Pavlov.
Em 29 de outubro de 1955 o encouraçado Novorossisk naufragou, depois de romper o casco em uma mina alemã esquecida na baía de Sebastopol. Júkov foi duro com os responsáveis, e usou o episódio para reduzir o papel da Marinha Soviética nas forças armadas. No exército, com grande número de violações da disciplina, acidentes e crimes, Júkov fez cumprir o despacho n.º 90 de 12 de maio de 1956, que reforçou a autoridade do comandante militar em relação aos seus oficiais políticos. Esse episódio culminou a longa oposição de Júkov à interferência política nas forças armadas, e lhe valeu a hostilidade da Direção Política Principal do Exército. A fim de melhorar a qualidade das forças armadas, ele apoiou a redução do número de tropas (que passou de 4,8 milhões de pessoas em 1955 para três milhões em 1957) e o encurtamento do serviço militar.

Sua posição como Ministro da Defesa lhe conferiu um pequeno papel na Guerra Fria. Em 14 maio de 1955 ele assinou pela URSS o Pacto de Varsóvia, documento que ele ajudara a redigir em reação à entrada da Alemanha Ocidental na Organização do Tratado do Atlântico Norte. Essas tensões não impediram decisões mais pacíficas, incluindo a proclamação da neutralidade austríaca em 15 de maio de 1955 e a evacuação da base Porkkala na Finlândia, implementada em 1956. De 18 a 23 de julho de 1955 Júkov fez parte de uma delegação soviética em Genebra, onde se reencontrou com Eisenhower, agora presidente dos EUA, com quem trocou presentes e gentilezas.

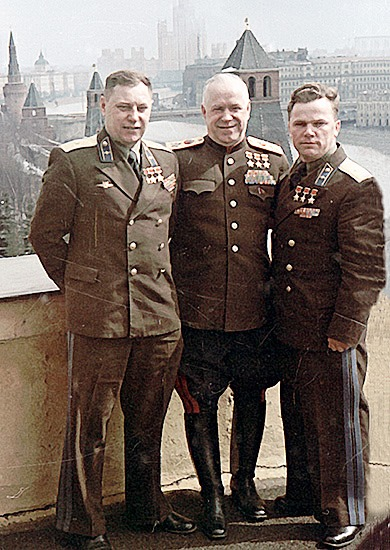
Júkov com pilotos de caça russos (1957)

Júkov também teve papel importante nas instabilidades que assolaram a URSS no final da década. Em 28 de junho de 1956 o exército polonês reprimiu protestos trabalhistas em Poznań, e o Partido Operário Unificado Polaco, aproveitando-se da desestalinização, passou a exigir maior autonomia. Khrushchov previu uma ação militar, mas Mikoian e Júkov convencem-no a ceder às exigências polonesas. Em 21 de outubro foi a vez da polícia húngara atirar em manifestantes, provocando uma rebelião. Na noite do dia 23 Júkov fez agir o corpo de exército estacionado localmente, e outras três divisões, da Romênia e do Distrito dos Cárpatos, que cruzaram as fronteiras em apoio. A demonstração transformou-se em confronto, e Júkov ordenou um cessar-fogo, no dia 29, e a evacuação das tropas soviéticas, no dia seguinte. No dia 31 o primeiro-ministro húngaro Imre Nagy anunciou a saída da República Popular da Hungria do Pacto de Varsóvia, enquanto ao mesmo tempo começava a crise do Canal de Suez. O Comitê Central soviético decidiu por uma intervenção militar, solução apoiada por Júkov. Em 4 de novembro, foi lançada a Operação Turbilhão, buscando desarmar o exército húngaro e retomar todas as cidades. Vinte dias depois, o confronto contabilizava 3,2 mil mortos e 20,7 mil feridos, e Nagy e seu ministro Pál Maléter enforcados por conduta contra-revolucionária. Em 1 de dezembro de 1956, por ocasião do seu sexagésimo aniversário, Júkov recebeu uma quarta Ordem de Lenin, e foi feito Herói da União Soviética pela quarta vez.

### Aposentadoria
Em junho 1957 Júkov, no Conselho de Ministros e no plenário do Comitê Central, junto com Ivan Serov, o chefe da KGB, ajudou Khrushchov a remover do governo os stalinistas restantes (Molotov, Lazar Kaganovitch, Malenkov, Bulganin e Vorochilov).
Mas os militares, liderados por Júkov e muito populares, tinham cada vez mais autonomia e peso político, e despertavam o temor das lideranças civis, que citam a Revolta Dezembrista de 1825, a dissolução do Exército Imperial Russo em 1917, e, sobretudo, seu suposto bonapartismo. O risco de um golpe de Estado tornava o exército uma ameaça, e os inimigos colecionados por Júkov se movimentaram. Em 4 de outubro de 1957 Júkov partiu para a Iugoslávia, onde conheceu Tito, e no dia 17 dirigiu-se para a Albânia. No mesmo dia, o general Alexei Jeltov, chefe da Direção Política Principal do Exército, denunciou-o em um discurso no Politburo, acusando-o de culto da personalidade, de glorificação de seu papel na guerra, de redução do poder dos oficiais políticos, de deterioração do ensino do marxismo-leninismo, e de negar o papel do Partido. No dia 19 o Politburo devolveu aos oficiais políticos o direito de interferir nas decisões dos comandantes dos distritos militares, e reuniões foram organizadas para criticar Júkov.
Júkov retornou a Moscou em 26 de outubro, e foi imediatamente convocado pelo Politburo, que o acusou de buscar cortar os laços entre o Exército e o Partido. Khrushchov propôs retirá-lo do cargo de ministro, e o voto foi unânime. Malinovski o substituiu. Entre 28 e 29 de outubro, Júkov apresentou-se ao plenária do Comitê Central, onde foi duramente criticado. Ao final, Khrushchov culpou-o pelas derrotas do verão 1941. Como resultado, Júkov foi demitido por unanimidade do Politburo e do Comitê Central.
No dia 29 à noite, ele se retirou para sua datcha, onde foi sedado por duas semanas. Em 3 de novembro, Konev assinou um longo artigo publicado no Pravda, intitulado "A força do Exército e da Marinha soviéticos é devida à liderança do Partido e à sua relação estreita com o povo", que é de fato um apanhado de acusações contra Júkov, por seu papel na guerra e como ministro.

### Últimos anos

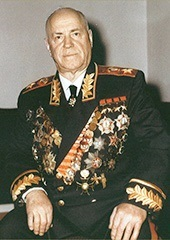
Júkov em seus últimos anos, c. 1970

Júkov manteve o direito de usar seu uniforme, sua datcha em Sosnovka, seu apartamento em Moscou, seu motorista e os hospitais que serviam à nomenklatura. Em 4 de março de 1958, ele foi aposentado sem o benefício de um posto de inspetor (como os outros marechais e generais), e se tornou por alguns anos uma persona non grata. Em sua vida privada, Alexandra Dievna descobriu sua amante Galina Semionova e sua filha Maria. Júkov passou então a dividir seu tempo entre os dois apartamentos, da Rua Granovski (Alexandra) e da Rua Gorki (Galina), mas a situação se deteriorou e ele divorciou-se de Alexandra em 18 de janeiro de 1965, para, no dia 22, casar-se com Galina.

De 1960 a 1965 o Ministério da Defesa publicou os seis volumes de A História da Grande Guerra Patriótica, muito crítico das decisões de Stalin, ignorando a ajuda dos EUA, e salientando o papel dos quadros do Partido, incluindo Khrushchov na Ucrânia e Stalingrado, e Andrei Jdanov em Leningrado. Júkov quase não foi mencionado, exceto quanto às derrotas do verão de 1941. Indignado, Júkov passou a escrever suas memórias. Preocupado, o Politburo convocou-o em 7 de junho de 1963, ameaçando excluí-lo do partido e prendê-lo, caso continuasse.

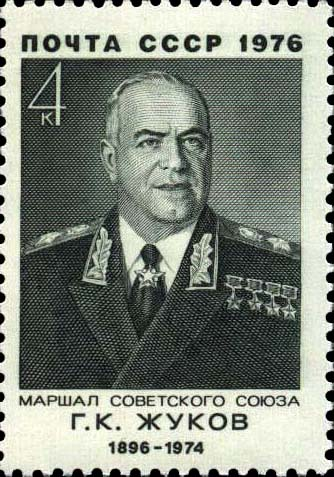
Selo postal de 1976 celebrando o "Marechal da União Soviética G. K. Júkov", morto em 1974

A substituição de Khrushchov por Leonid Brejnev como chefe de Estado, em 1964, mudou gradualmente a situação. Na noite de 8 de maio de 1965 Júkov e Galina compareceram à festa do vigésimo aniversário da Vitória, no Kremlin. Brejnev leu um discurso elogiando Stalin, e a multidão ovacionou Júkov.
Em agosto de 1965 Júkov assinou um contrato para a publicação de suas memórias. O trabalho foi dificultado por um infarto, em novembro, mas o manuscrito foi entregue no verão de 1966. Uma comissão do Comitê Central modificou-o consideravelmente, reforçando a presença do partido e de seus chefes. Foram também adicionadas referências a Brejnev, dizendo que Júkov teria buscado se aconselhar com ele em 1943, época em que ele era um obscuro coronel. O texto foi aprovado pessoalmente por Brejnev, e o livro foi lançado em abril de 1969. Apesar da falta de publicidade, suas trezentas mil cópias esgotaram-se em poucos meses, e Júkov recebeu mais de dez mil cartas de leitores. Suas memórias tornaram-se "o mais influente relato pessoal da Grande Guerra Patriótica"

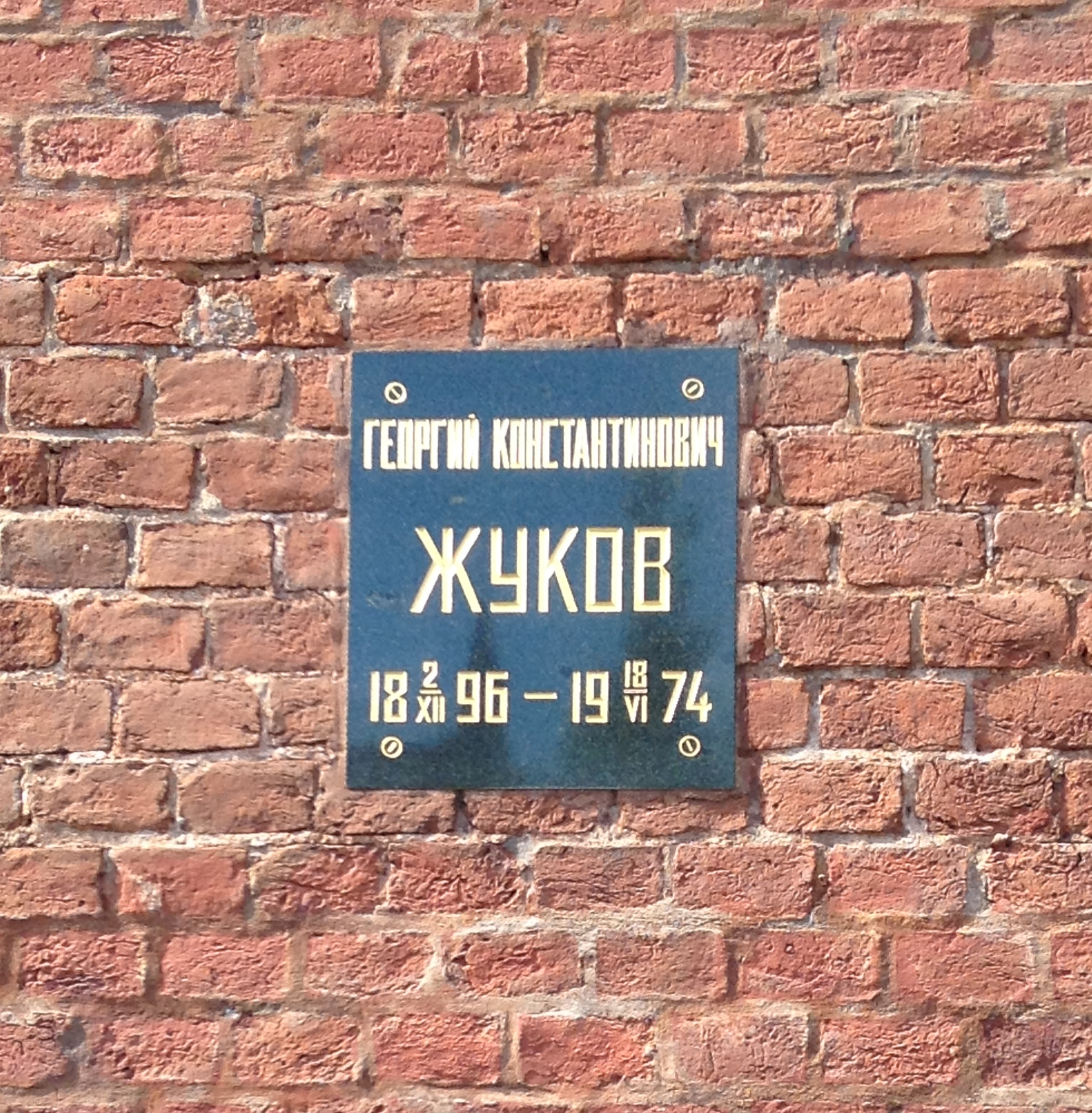
Túmulo de Júkov na Necrópole da Muralha do Kremlin

Alexandra Dievna morreu em 24 de dezembro de 1967, e alguns dias depois um câncer de mama foi diagnosticado em Galina, que foi removido mas com pouco sucesso. Logo depois, Júkov sofreu um aneurisma cerebral, deixando-o paralisado e falando com dificuldade. Galina morreu em 13 de novembro de 1973, e, debilitado, Júkov compareceu ao funeral ajudado por Hovhannes Bagramian. Gueorgui Konstantínovitch Júkov entrou em coma em 30 de maio de 1974, e morreu no hospital em 18 de junho, sem ter recuperado a consciência. Seu corpo foi velado na Casa do Exército Vermelho e cremado em 21 de junho, e suas cinzas foram depositadas na Necrópole da Muralha do Kremlin, com honras militares dirigidas por Brejnev. No dia seguinte, seus arquivos e documentos pessoais foram apreendidos na datcha de Sosnovka, junto com uma ampla biblioteca que ele havia colecionado ao longo da vida.

## Legado

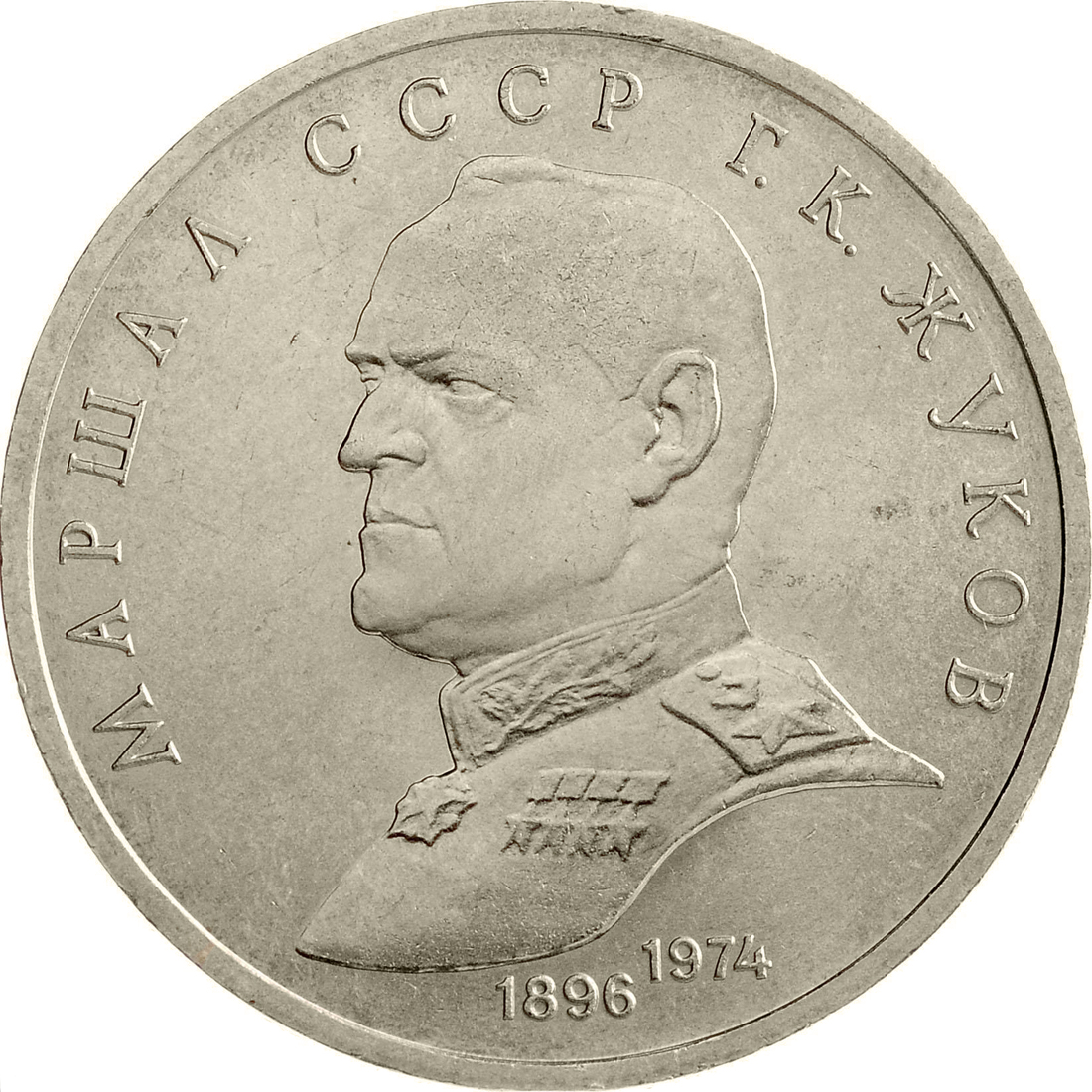
Moeda de rublo de 1990, contendo a efígie de Júkov

Joseph Brodsky, mais tarde ganhador do Prêmio Nobel de Literatura, escreveu um poema por ocasião da morte de Júkov, e que é uma estilização da elegia escrita por Gavrila Romanovich Derzhavin sobre a morte de Alexander Suvorov, em 1800. A crítica considera esse poema um dos melhores escritos por autores da geração do pós-guerra a respeito da guerra.

Ainda durante a URSS, Júkov foi homenageado em nomes de ruas, selos postais, moedas, placas e estátuas e letras de música,. Em 1974 uma das estradas que ligam os subúrbios ao centro de Moscou foi rebatizada Avenida do Marechal Júkov,, e avenidas com o seu nome existem em diversas outras grandes cidades. Ruas em homenagem a Júkov também são comuns em numerosas localidades. Ainda em 1974 a vila de Ugodski Zavod foi renomeada Júkovo em homenagem ao marechal, nascido na aldeia de Strelkovka, que dela faz parte. Em 1997 Jukovo tornou-se Júkov e foi alçada ao status de cidade. Hoje ela é a capital do Raion Júkovski, e abriga o Museu de Estado de Marechal da União Soviética G. K. Júkov. Ainda durante a URSS, o principal centro de treinamento da atual Força de Defesa Aeroespacial Russa recebeu seu nome, e um planetóide descoberto em 1975 foi batizado 2132 Zhukov em honra do marechal. Desde o fim da URSS, essas referências se multiplicaram na Rússia, primeiro em 1995, para marcar 50 anos de vitória sobre a Alemanha e o centenário do nascimento de Júkov, e depois no século XXI, como símbolo do nacionalismo russo. Também em 1995, a Rússia estabeleceu a Ordem de Júkov e a Medalha de Júkov. Uma estátua equestre de Júkov foi instalada na Praça do Manege, perto da Praça Vermelha, em 8 de maio de 1995. O documentário Grande Comandante Gueorgui Júkov, do diretor Iuri Ozerov, entrou em cartaz no mesmo ano. Fora da Rússia, muitos monumentos foram removidos após a queda da URSS, mas há exceções notáveis em Minsk (um busto desde 2007 no Parque Júkov, ladeado pela Avenida Júkov) e em Ulã Bator. Uma versão sem censura das memórias de Júkov foi publicada em 1990, e sua décima quarta edição foi lançada em 2010. Um total de sete milhões de cópias foram vendidas em 18 idiomas.

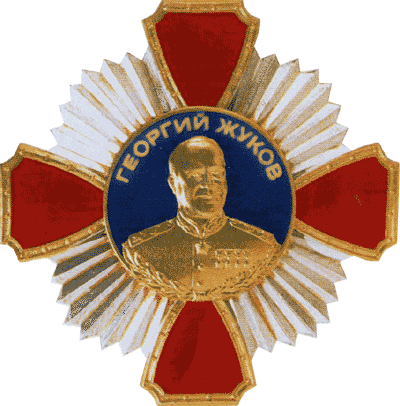
Insígnia da Ordem de Júkov, honraria instituída pela Federação Russa em referência a Júkov

A biografia de Júkov tem recebido duradoura atenção, e ele tem sido designado de maneira contraditória, ora como o "General de Stalin", ora como o "Marechal da Vitória". Críticos tendem a retrata-lo como um líder brutal, que comandava pelo medo e por ameaças e com pouca preocupação com o custo humano de suas vitórias, e que teria contribuído para estender a vida do regime de Stalin. Para outros, Júkov foi o principal responsável pela vitória dos Aliados sobre a Alemanha nazista, e portanto "o homem que derrotou Hitler". Sobre o papel de Júkov no desfecho da Segunda Guerra Mundial, em particular, David Stahel define Júkov como "o mais vitorioso comandante de Stalin na guerra", Otto Preston Chaney como "o mais condecorado e respeitado militar da Rússia", ao passo que, para Tony Le Tissier, Júkov foi "indiscutivelmente a mais notável figura militar a emergir no lado soviético" durante a guerra. Outros historiadores vão mais adiante, e o britânico Geoffrey Roberts afirma que Júkov é "amplamente considerado o arquiteto-chefe da vitória soviética sobre Hitler" e o homem que "demonstrou ao mundo todo que a máquina de guerra de Hitler não era invencível". Para ele, a maior parte da crítica especializada concorda com o historiador americano Harrison E. Salisbury, que descreveu Júkov como "o mestre da arte da guerra em massa no século XX".. Esse ponto de vista é também partilhado pelo historiador John Erickson, que escreveu que “até agora, o maior soldado produzido pelo século XX é o marechal Gueorgui Júkov, da União Soviética. No cálculo mais simples, ele é o general que nunca perdeu uma batalha". Contudo, o próprio Roberts acautela que "Júkov não era nem o herói perfeito da lenda, nem o vilão puro e simples retratado por seus desafetos. [...] ele foi um grande general, um homem de imenso talento militar, e alguém abençoado com a força de caráter necessária para lutar e vencer guerras bárbaras. Mas ele também cometeu muitos erros, erros pagos com as vidas de milhões de pessoas [...]. O que o distinguiu foi sua excepcional determinação em vencer".

## Condecorações
Júkov recebeu numerosas condecorações em vida. Notavelmente, ele foi galardoado Herói da União Soviética quatro vezes, a mais alta honraria do país. Ele foi o único a ter recebido essa honraria quatro vezes (Leonid Brejnev também as teve, mas por auto-atribuição). Júkov também foi o primeiro a receber, e um dos três únicos destinatários a receber duas vezes, a Ordem da Vitória, a mais alta condecoração militar concedida pela URSS a combatentes da Segunda Guerra Mundial, e uma das honrarias mais raras do mundo. Adicionalmente, ele recebeu quinze medalhas soviéticas e foi condecorado por muitos outros países, incluindo dezessete medalhas e a participação em ordens militares.

### Honrarias do Império Russo
|  | Cruz de São Jorge (3.ª e 4.ª classes). |

### Honrarias da URSS
|  | Herói da União Soviética (29 de agosto de 1939, 29 de julho de 1944, 1 de junho de 1945, 1 de dezembro de 1956).                                            |
|  | Ordem da Vitória (n.º de série 1, 10 de abril de 1944; e n.º de série 5, 30 de março de 1945).                                                              |
|  | Ordem de Lenin (16 de agosto de 1936, 29 de agosto de 1939, 21 de fevereiro de 1945, 1 de dezembro de 1956, 1 de dezembro de 1966 e 1 de dezembro de 1971). |
|  | Ordem da Revolução de Outubro (22 de fevereiro de 1968). |
|  | Ordem do Estandarte Vermelho (31 de agosto de 1922, 3 de novembro de 1944, 20 de junho de 1949).                                                            |
|  | Ordem de Suvorov, 1.ª classe (n.º de série 1, de 28 de janeiro de 1943, e n.º de série 39, de 28 de janeiro de 1943).                                       |
|  | Medalha "Pela defesa de Stalingrado" (1942). |
|  | Medalha "Pela defesa de Leningrado" (1942). |
|  | Medalha "Pela defesa do Cáucaso" (1944). |
|  | Medalha "Pela defesa de Moscou" (1944). |
|  | Medalha "Pela liberação de Varsóvia" (1945). |
|  | Medalha "Pela captura de Berlim" (1945). |
|  | Medalha "Pela vitoria sobre o Japão" (1945). |
|  | Medalha "Pela vitoria sobre a Alemanha na Grande Guerra Patriótica 1941–1945".                                                                              |
|  | Medalha do "Jubileu de vinte anos da Grande Guerra Patriótica 1941–1945" (1965).                                                                            |
|  | Medalha dos "20 anos do Exército Vermelho dos Operários e Camponeses" (1938).                                                                               |
|  | Medalha dos "30 anos do Exército e Marinha soviéticos" (1948).                                                                                              |
|  | Medalha dos "40 anos das Forças Armanadas da URSS" (1967).                                                                                                  |
|  | Medalha do jubileu de "50 anos das Forças Armadas da URSS" (1967).                                                                                          |
|  | Medalha "Em comemoração do 100.º aniversário do nascimento de Vladimir Ilitch Lenin" (1969).                                                                |
|  | Medalha "Em comemoração do 250.º aniversário de Leningrado" (1957).                                                                                         |
|  | Medalha "Em comemoração do 800.º aniversário de Moscou" (1947).                                                                                             |
|  | Estrela grande de Marechal da União Soviética (1943). |
|  | Arma honoraria – espada com o emblema da URSS. |

### Honrarias estrangeiras
|  | Ordem do Banho, Cavaleiro Grã-Cruz (Reino Unido, 12 de julho de 1945).                    |
|  | Legião do Mérito, Chefe-comandante (Estados Unidos, 1945).                                |
|  | Legião de Honra, Grã-Cruz (França, 2 de setembro de 1945).                                |
|  | Ordem Virtuti Militari, Grã-Cruz (Polônia, 1945).                                         |
|  | Ordem do Mérito, 1.ª classe (Egito, 1956).                                                |
|  | Ordem do Leão Branco, 1.ª classe (Tchecoslováquia, 1945).                                 |
|  | Ordem Militar do Leão Branco, 1.ª classe (Tchecoslováquia, 1945).                         |
|  | Ordem da Polonia Restituta, Cruz de Comandante 2.ª (1968) e 3.ª classes (1973) (Polônia). |
|  | Ordem da Liberdade (Iugoslávia, 1956).                                                    |
|  | Ordem de Sukhbaatar (Mongólia, 1968, 1969, 1971).                                         |
|  | Ordem do Estandarte Vermelho (Mongólia, 1939, 1942).                                      |
|  | Ordem da República (República Popular de Tuvá, 1941, 1942, 1943, 1944).                   |
|  | Ordem da Cruz de Grunwald, 1.ª classe (Polônia, 1945).                                    |
|  | Herói da República Popular da Mongólia (Mongólia, 1969).                                  |
|  | Croix de guerre com palma (França, 1945).                                                 |
|  | Cruz de Guerra (Tchecoslováquia, 1945).                                                   |
|  | Medalha "Aniversário de 30 anos da Batalha de Khalkhin Gol" (Mongólia, 1969).             |
|  | Medalha "50 anos da República Popular da Mongólia" (Mongólia, 1971).                      |
|  | Medalha "50 anos do Exército do Povo Mongol" (Mongólia, 1971).                            |
|  | Medalha "Pela vitória sobre o Japão" (Mongólia, 1945).                                    |
|  | Medalha "Por Varsóvia 1939–1945" (Polônia, 1945).                                         |
|  | Medalha "Por Oder, Neisse e o Báltico" (Polônia, 1946).                                   |
|  | Medalha "Amizade Sino-Soviética" (China, 1953 e 1956).                                    |
|  | Medalha "90.º aniversário do nascimento de Georgi Dimitrov" (Bulgária).                   |
|  | Medalha "25 anos do Exército do Povo Búlgaro" (Bulgária, 1968).                           |
|  | Estrela Partisan de Garibaldi (Itália, 1956).                                             |